# Globo de aire caliente

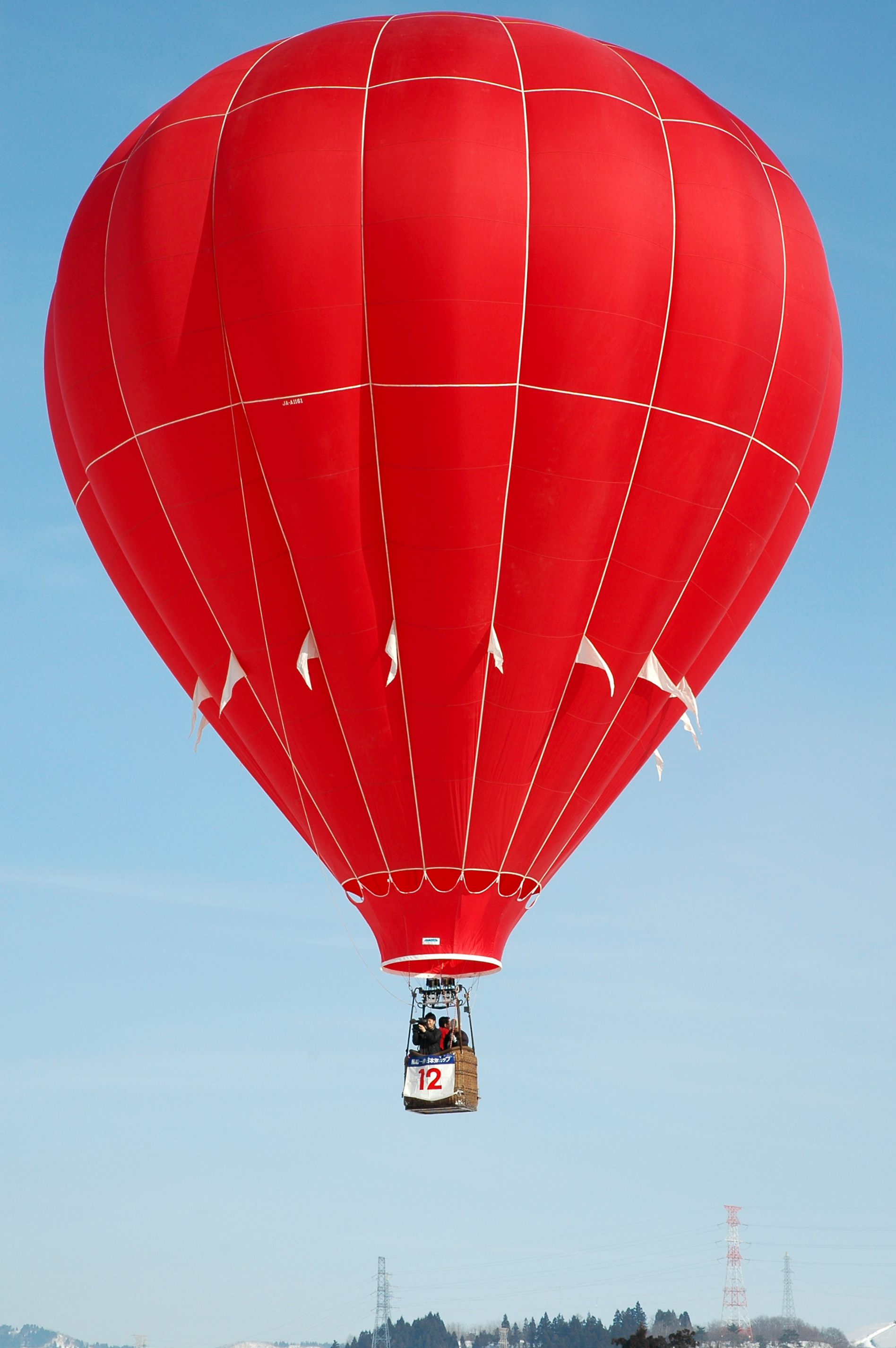
Globo de aire caliente en vuelo.

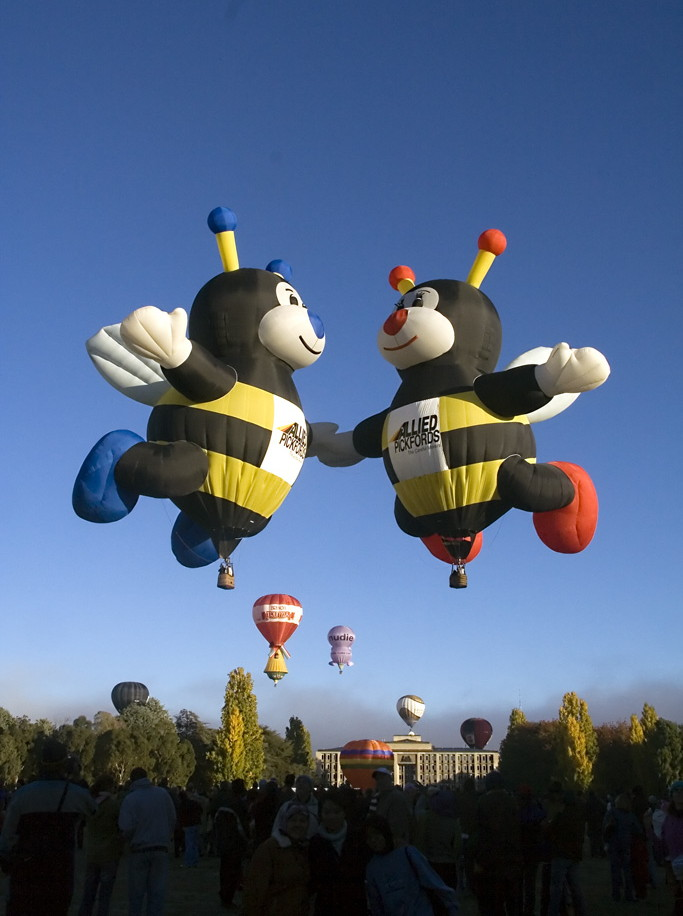
Novedosos globos de aire caliente que parecen abejas antropomorfizadas

Un globo de aire caliente es una aeronave más ligera que el aire que consta de una bolsa, llamada envoltura, que contiene aire caliente. Suspendida debajo hay una góndola o cesta de mimbre (en algunos globos de larga distancia o gran altitud, una cápsula), que transporta pasajeros y una fuente de calor, en la mayoría de los casos una llama abierta provocada por la combustión de propano líquido. El aire caliente del interior de la envoltura permite la flotabilidad, ya que tiene menor densidad que el aire más frío del exterior, por lo que sirve como gas elevador (el primero en emplearse en globos). Como todas las aeronaves, los globos de aire caliente no pueden volar más allá de la atmósfera. La envoltura no tiene que estar sellada en la parte inferior, ya que el aire dentro de la envoltura está aproximadamente a la misma presión que el aire circundante. En los globos deportivos modernos, la envoltura suele ser de tela de nailon, y la entrada del globo (la más cercana a la llama del quemador) es de un material ignífugo como el Nomex. Los globos modernos se han fabricado con muchas formas, como cohetes y las formas de varios productos comerciales, aunque la forma tradicional se utiliza para la mayoría de las aplicaciones no comerciales y muchas comerciales.
El globo de aire caliente es la primera tecnología de vuelo tripulado con éxito. Jean-François Pilâtre de Rozier y François Laurent d'Arlandes realizaron el primer vuelo tripulado en globo de aire caliente el 21 de noviembre de 1783 en París (Francia), en un globo creado por los hermanos Montgolfier. El primer globo de aire caliente que voló en América fue lanzado desde la cárcel de Walnut Street, en Filadelfia, el 9 de enero de 1793 por el aeronauta francés Jean Pierre Blanchard. Los globos de aire caliente que pueden propulsarse por el aire en lugar de simplemente dejarse llevar por el viento se conocen como dirigibles térmicos.

## Historia

### Globos premodernos y no tripulados

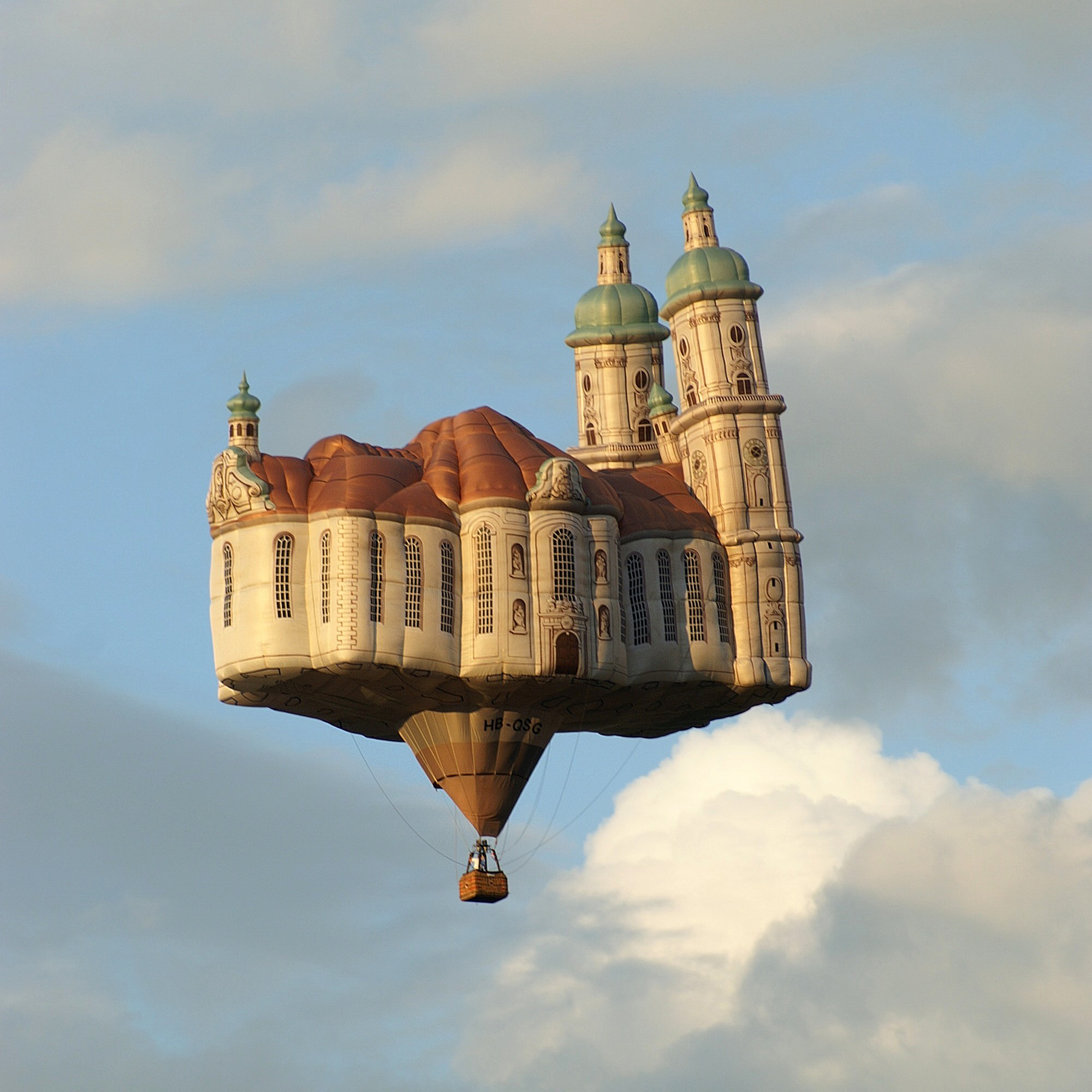
Novedoso globo de aire caliente que recuerda a la Abadía de San Galo – Kubicek Balloons

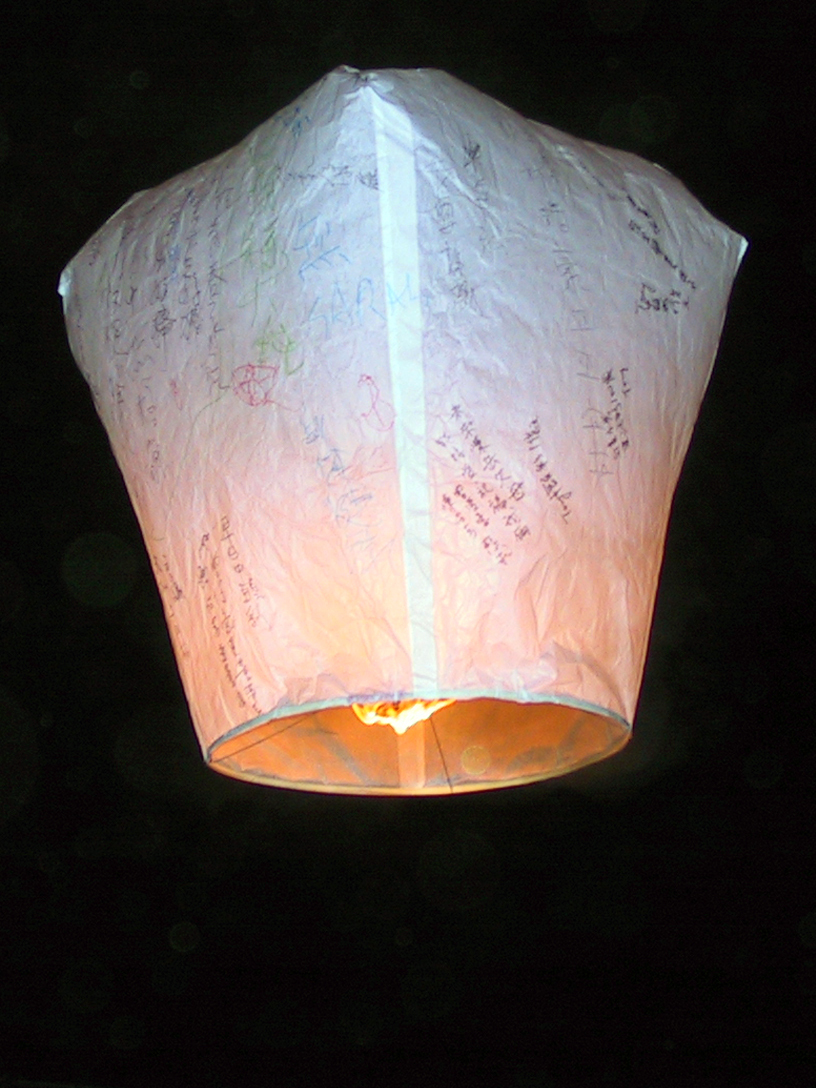
Una linterna flotante

Un precursor del globo de aire caliente fue la linterna voladora (chino simplificado:  孔明灯; chino tradicional: 孔明燈). Zhuge Liang, del reino Shu Han, durante la época de los Tres Reinos (220–280 d. C.), utilizó estas linternas aéreas para la señalización militar. El ejército mongol estudió las linternas Kongming de China y las utilizó en la batalla de Legnica, durante la invasión mongola de Polonia. Esta es la primera vez que se conoce el vuelo en globo en el mundo occidental.
En el siglo XVIII, el sacerdote jesuita del Brasil colonial Bartolomeu de Gusmão ideó un aparato aéreo llamado Passarola, antecesor del globo de aire caliente. La finalidad de la Passarola era servir de nave aérea para facilitar la comunicación y como dispositivo estratégico. En 1709 Juan V de Portugal decidió financiar el proyecto de Bartolomeu de Gusmão a raíz de una petición del sacerdote jesuita, y se realizó una demostración no tripulada en la Casa da India en presencia de Juan V, la reina María Ana de Austria, teniendo como testigos al cardenal italiano Michelangelo Conti, dos miembros de la Real Academia Portuguesa de la Historia, un diplomático portugués y un cronista. Este acontecimiento atraería cierta atención europea sobre este suceso y este proyecto. Un artículo posterior, fechado el 20 de octubre de 1786, del London Daily Universal Register afirmaría que el inventor consiguió elevarse mediante el uso de su prototipo. También en 1709, el jesuita portugués escribió Manifesto summário para os que ignoram poderse navegar pelo elemento do ar (Manifiesto breve para los que ignoran que es posible navegar por el elemento aire); también dejó diseños para una nave aérea tripulada.
El notable globólogo Julian Nott, en la década de 1970; planteó la hipótesis de que hace dos milenios, la creación de los geoglifos de las Líneas de Nazca podría haber sido guiada por líderes Nazca en un globo, posiblemente los primeros vuelos en globo de aire caliente en la historia de la humanidad. En 1975, para apoyar esta teoría, diseñó y pilotó el Globo Prehistórico de Nazca, afirmando haber utilizado sólo métodos y materiales disponibles para los peruanos preincaicos hace 1.000 años.

### Primer vuelo tripulado

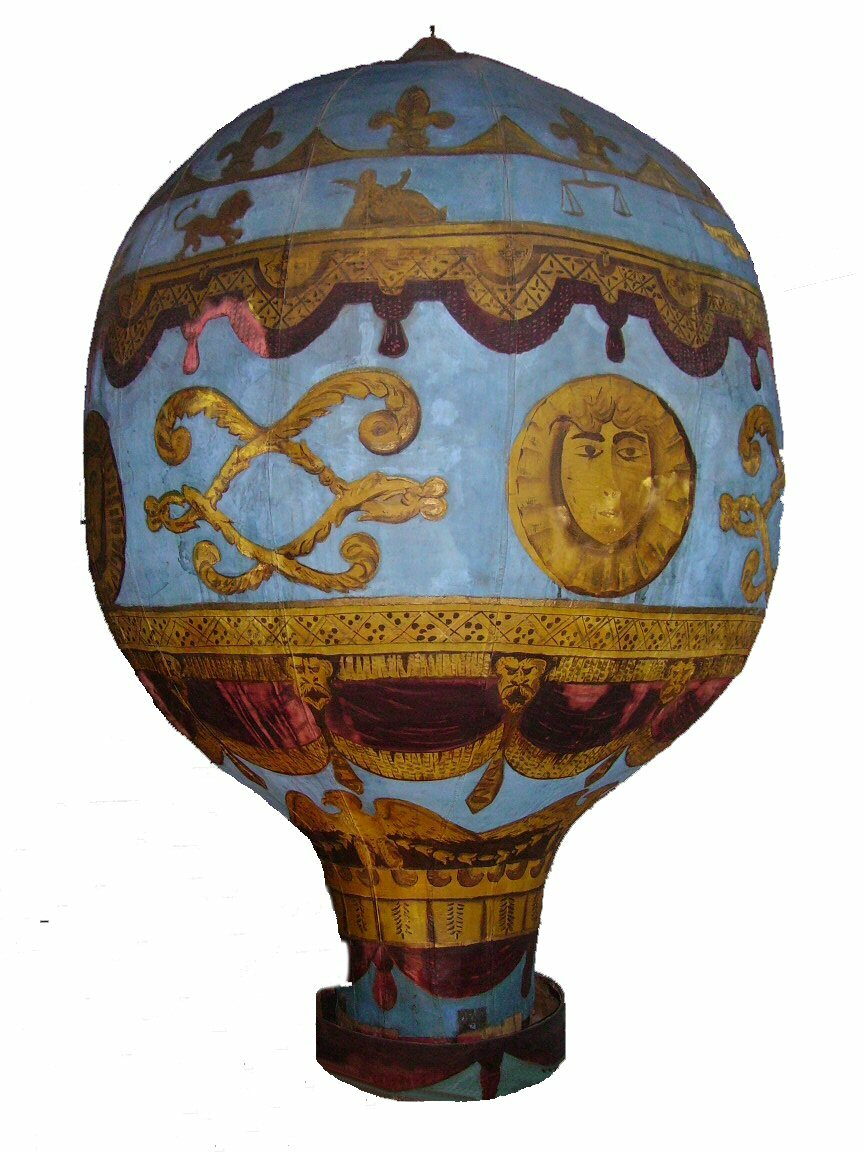
Una maqueta del globo de los hermanos Montgolfier en el Museo de la Ciencias de Londres

Los hermanos franceses Joseph-Michel y Jacques-Étienne Montgolfier desarrollaron un globo de aire caliente en Annonay, Ardeche, Francia, y lo demostraron públicamente el 19 de septiembre de 1783, realizando un vuelo sin piloto que duró 10 minutos. Tras experimentar con globos no tripulados y vuelos con animales, el primer vuelo en globo con seres humanos a bordo, un vuelo cautivo, fue realizado alrededor del 15 de octubre de 1783 por Jean-Francois Pilatre de Rozier, que realizó al menos un vuelo cautivo desde el patio del taller Reveillon en el Faubourg Saint-Antoine. Ese mismo día, Pilatre de Rozier se convirtió en el segundo ser humano en ascender por los aires, alcanzando una altitud de 26 m (85 pies), la longitud de la cuerda). El primer vuelo libre con pasajeros humanos se realizó unas semanas más tarde, el 21 de noviembre de 1783. El rey Luis XVI había decretado que los criminales condenados fueran los primeros pilotos, pero Rozier, junto con el marqués François d'Arlandes, solicitaron el honor. El primer uso militar de un globo de aire caliente tuvo lugar en 1794, durante la batalla de Fleurus, cuando los franceses utilizaron el globo l'Entreprenant para observar.
Jean-Pierre Blanchard fue la primera persona en pilotar un globo de aire caliente en varios países, entre ellos Estados Unidos, Países Bajos y Alemania. Su vuelo más notable cruzó el Canal de la Mancha en dirección al castillo de Dover acompañado por John Jeffries, lo que ocurrió el 7 de enero de 1785. En 1808, Blanchard sufrió un ataque al corazón mientras volaba en globo sobre La Haya, cayó de su globo y sufrió heridas mortales. Su esposa Sophie Blanchard continuó con su profesión, pero también murió una década más tarde en un globo, debido a que un festival de fuegos artificiales provocó el incendio del hidrógeno del globo.

### Globos modernos

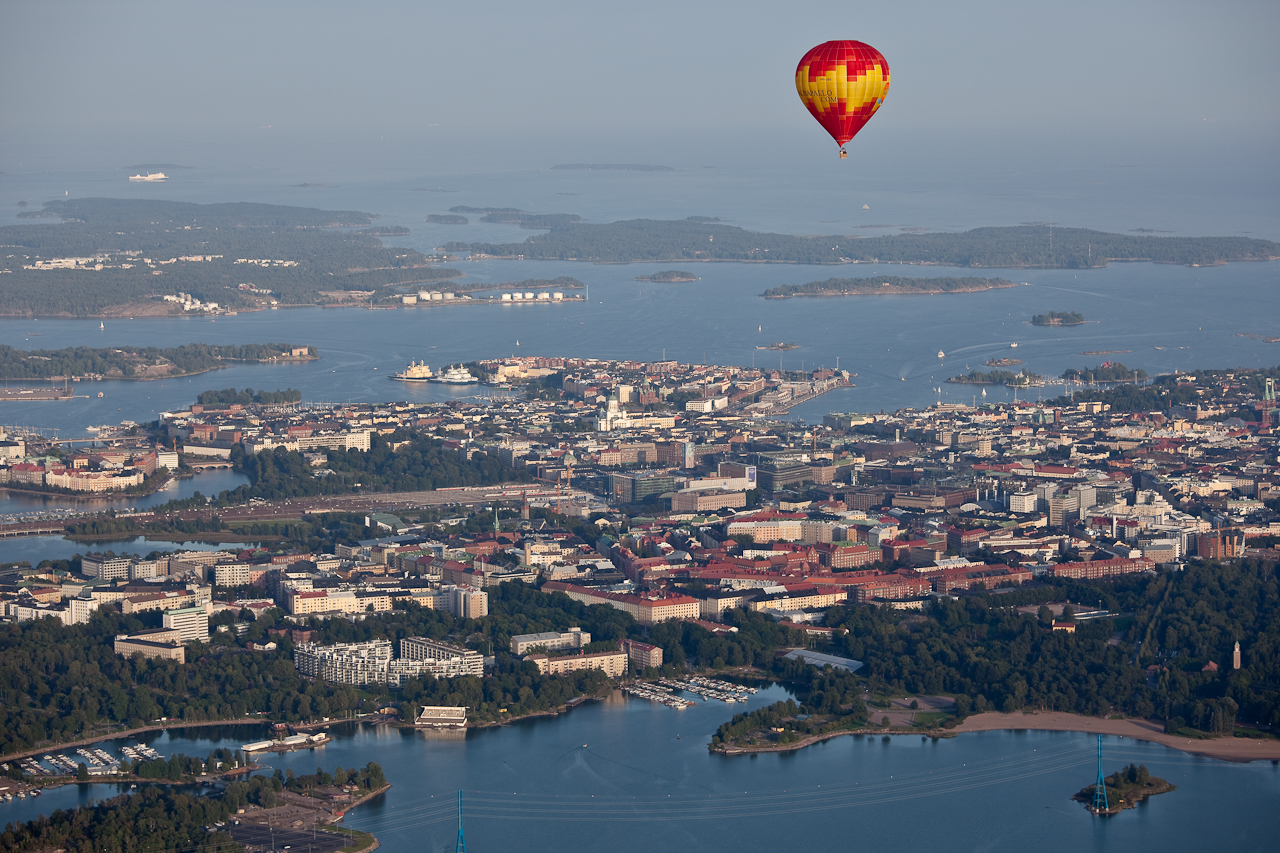
Un globo de aire caliente sobre la ciudad de Helsinki en septiembre de 2009

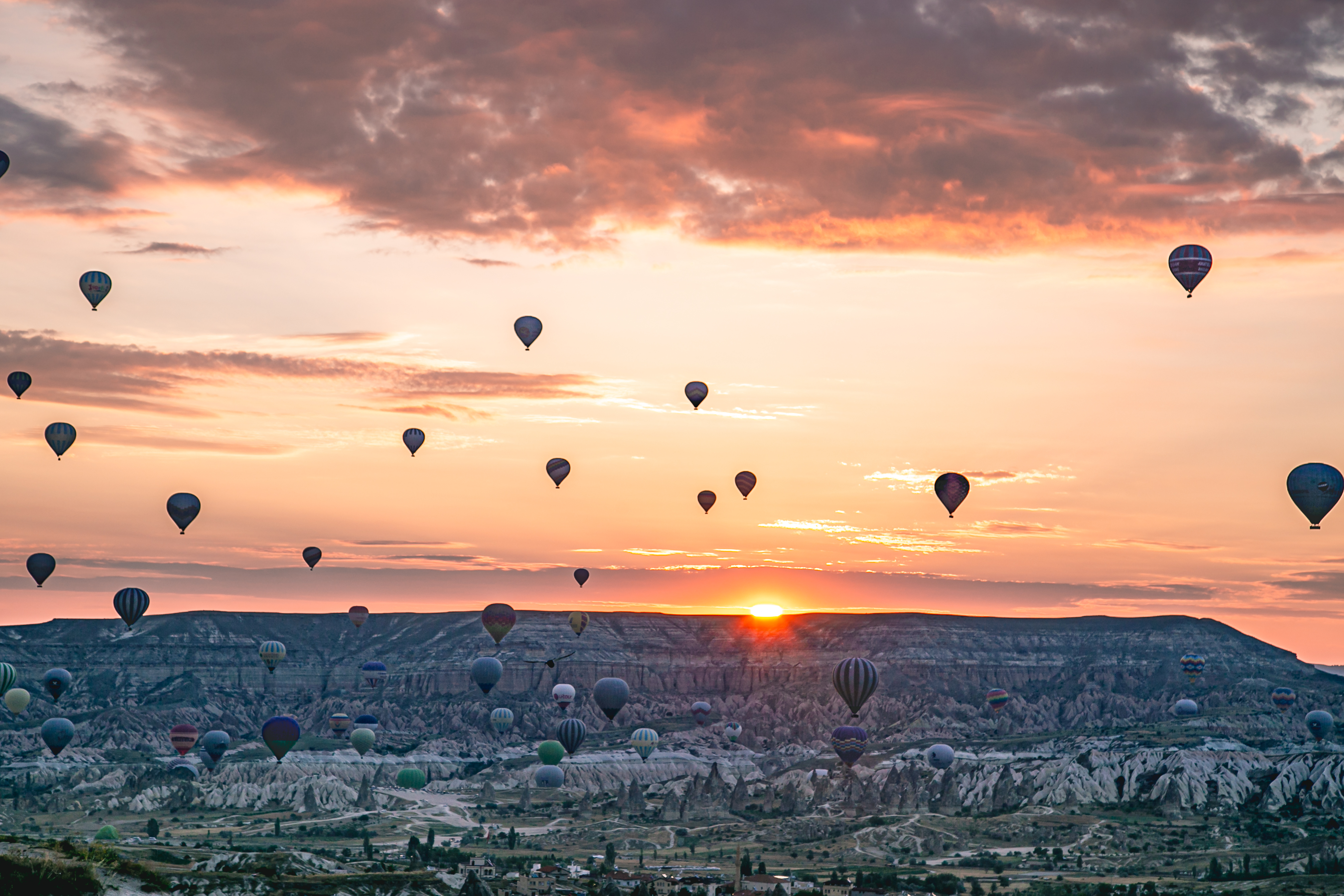
Globos de aire caliente, amanecer en Capadocia

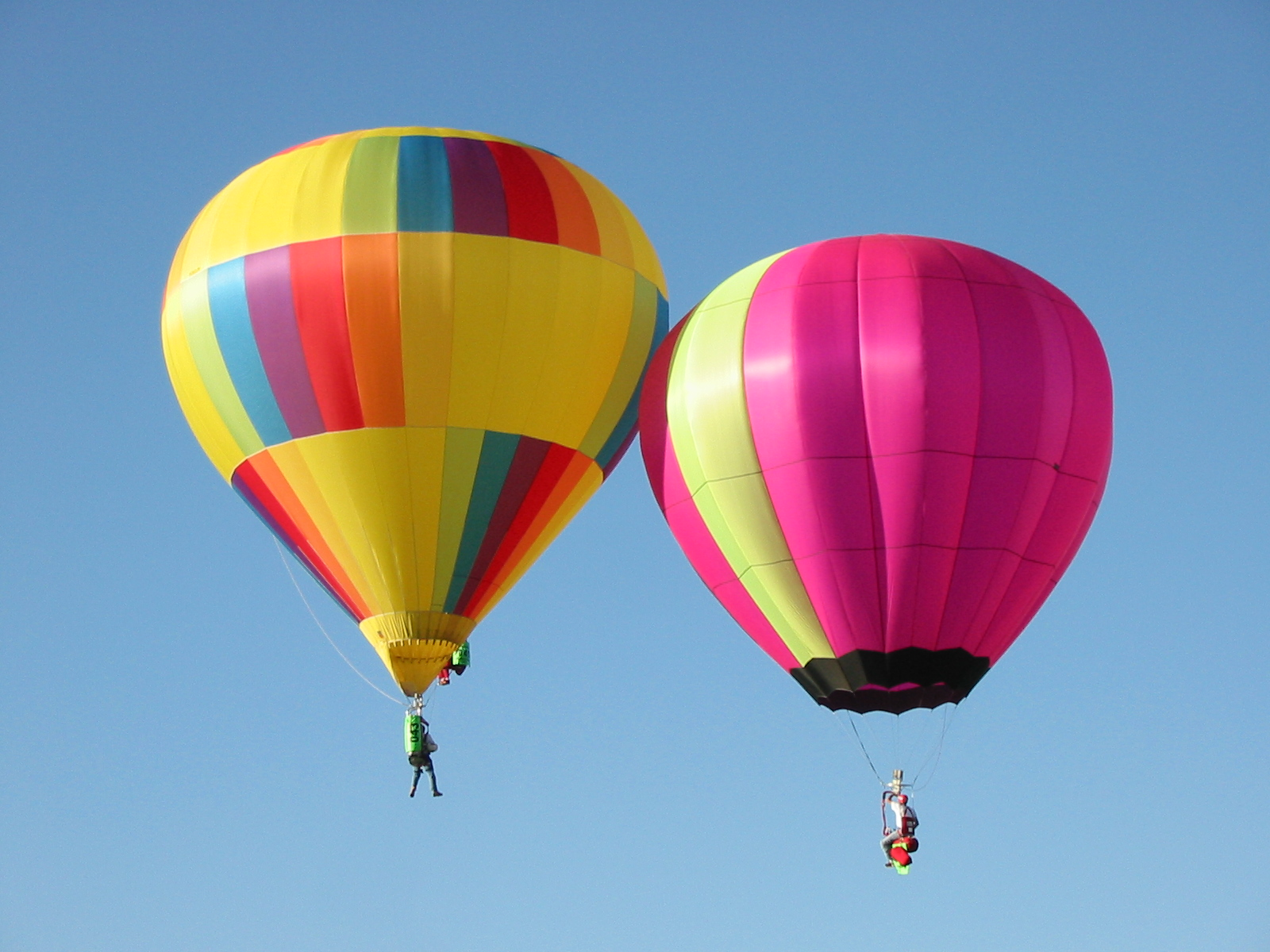
Un par de globos Hopper

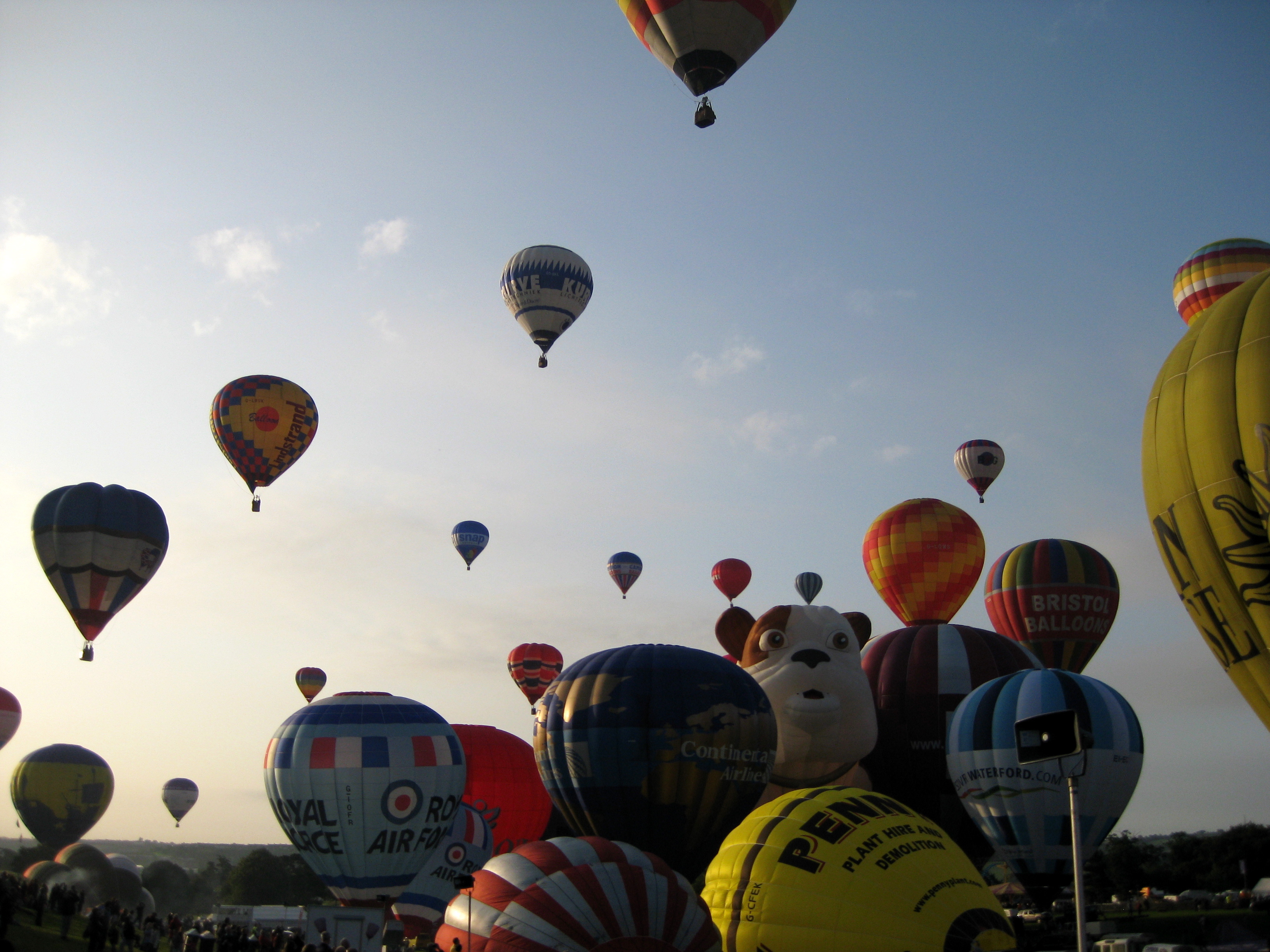
Fiesta Internacional del Globo de Bristol

Los globos de aire caliente modernos, con una fuente de calor a bordo, fueron desarrollados por Ed Yost, a principios de la década de 1950; su trabajo dio lugar a su primer vuelo con éxito el 22 de octubre de 1960. El primer globo de aire caliente moderno fabricado en el Reino Unido (RU) fue el Bristol Belle, construido en 1967. En la actualidad, los globos de aire caliente se utilizan principalmente con fines recreativos.

### Récords
Los globos de aire caliente pueden volar a altitudes extremadamente altas. El 26 de noviembre de 2005, Vijaypat Singhania batió el récord mundial de altitud en globo de aire caliente, alcanzando los 21.027 m. Despegó del centro de Bombay y aterrizó a 240 km al sur de Panchale. El récord anterior, de 19.811 m, lo había establecido Per Lindstrand el 6 de junio de 1988 en Plano (Texas).
El 15 de enero de 1991, el globo Virgin Pacific Flyer completó el vuelo más largo en globo de aire caliente, cuando Per Lindstrand (nacido en Suecia, pero residente en el Reino Unido) y el británico Richard Branson volaron 7.671,91 km (4.767,10 mi) desde Japón hasta el norte de Canadá. Con un volumen de 74.000 metros cúbicos (2,6 millones de pies cúbicos), la envoltura del globo fue la mayor jamás construida para una nave de aire caliente. Diseñado para volar en las corrientes de chorro transoceánicas, el Pacific Flyer registró la mayor velocidad en tierra para un globo tripulado, con 394 km/h (245 mph). El récord de mayor duración fue establecido por el psiquiatra suizo Bertrand Piccard (nieto de Auguste Piccard) y el británico Brian Jones, volando en el Breitling Orbiter 3. Fue el primer viaje sin escalas alrededor del mundo en globo. Fue la primera vuelta al mundo en globo sin escalas. El globo partió de Château-d'Oex (Suiza) el 1 de marzo de 1999 y aterrizó a la 1:02 de la madrugada del 21 de marzo en el desierto egipcio, 500 km al sur de El Cairo. Los dos hombres superaron los récords de distancia, resistencia y tiempo, viajando 19 días, 21 horas y 55 minutos. Steve Fossett, volando en solitario, superó el récord de tiempo más breve dando la vuelta al mundo el 3 de julio de 2002 en su sexto intento, en 320 h 33 min. Fedor Konyukhov dio la vuelta al mundo en solitario en su primer intento en un globo híbrido de aire caliente/helio del 11 al 23 de julio de 2016 para dar la vuelta al mundo en 268 h 20 min.

## Construcción
Un globo de aire caliente para vuelos tripulados utiliza una bolsa de gas de tela de una sola capa ("envoltura" elevadora), con una abertura en la parte inferior llamada boca o garganta. A la envoltura se une una cesta, o góndola, para transportar a los pasajeros. Encima de la cesta y centrado en la boca está el "quemador", que inyecta una llama en la envoltura, calentando el aire del interior. El calentador o quemador funciona con propano, un gas licuado almacenado en recipientes a presión, similares a las bombonas de alta presión de las carretillas elevadoras.

### Envoltura

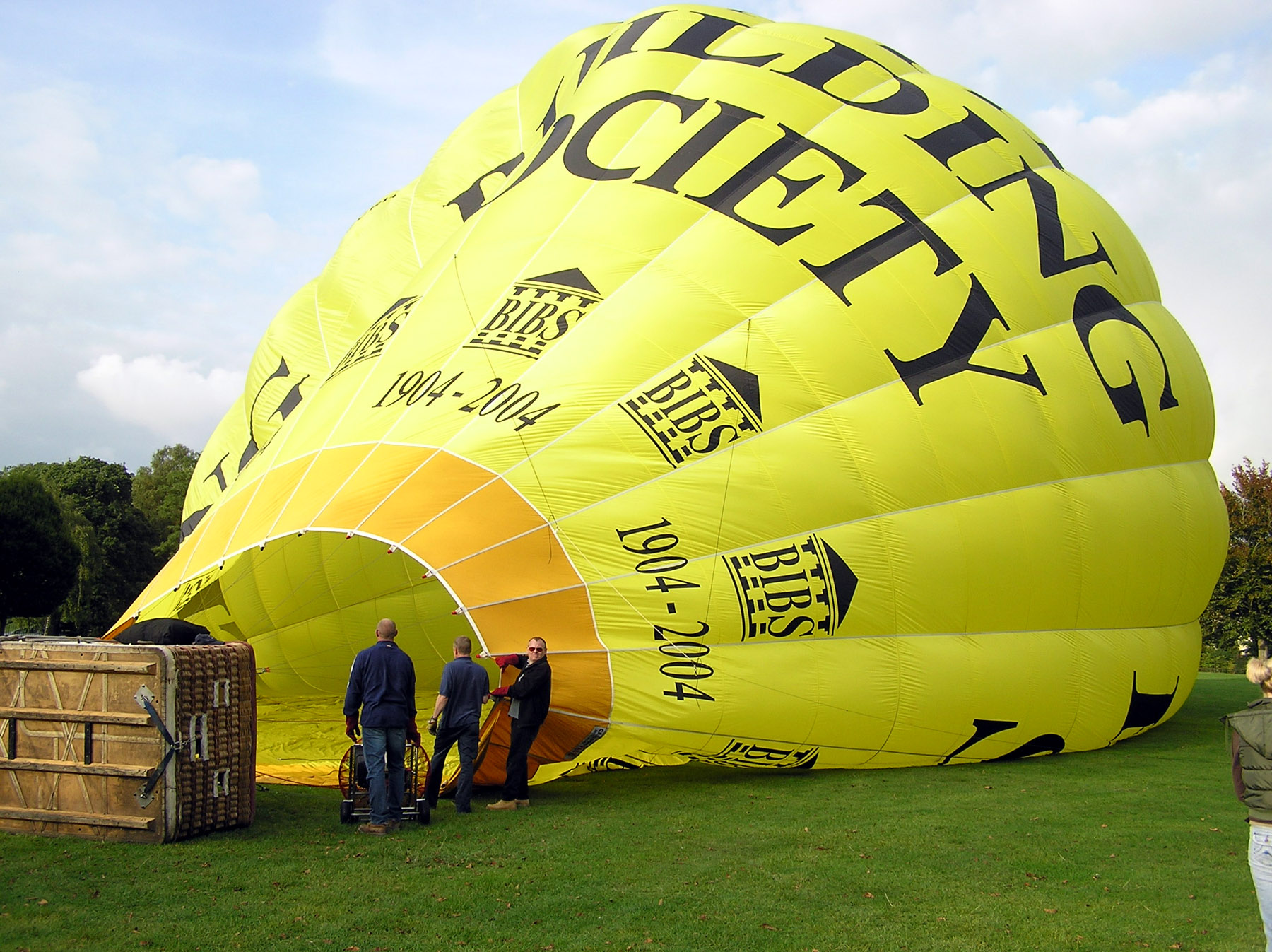
Un globo de aire caliente se infla parcialmente con aire frío procedente de un ventilador de gasolina, antes de utilizar los quemadores de propano para el inflado final.

Los globos de aire caliente modernos suelen estar fabricados con materiales como el nailon ripstop o el dacrón (un poliéster).
Durante el proceso de fabricación, el material se corta en paneles y se cosen entre sí, junto con cintas de carga estructural que soportan el peso de la góndola o cesta. Las secciones individuales, que se extienden desde la garganta hasta la corona (parte superior) de la envoltura, se conocen como gajos o secciones de gajos. Las envolturas pueden tener tan sólo 4 gajos o tantos como 24 o más.
Las envolturas suelen tener un aro de corona en la parte superior. Se trata de un aro de metal liso, normalmente aluminio, de unos 30 cm (1 pie) de diámetro. Las cintas de carga verticales del sobre se fijan al anillo de corona.
En la parte inferior de la envoltura, las cintas de carga verticales se cosen en bucles que se conectan a cables (un cable por cinta de carga). Estos cables, a menudo denominados cables volantes, se conectan a la cesta mediante mosquetones.

#### Costuras
La técnica más común para coser paneles juntos se denomina costura de doble vuelta o costura francesa. Las dos piezas de tela se doblan una sobre la otra en su borde común, posiblemente también con una cinta de carga, y se cosen juntas con dos filas de puntadas paralelas. Otros métodos incluyen una costura de vuelta plana, en la que las dos piezas de tela se mantienen unidas simplemente con dos filas de puntadas paralelas, y un zigzag, en el que puntadas paralelas en zigzag mantienen una doble vuelta de tela.

#### Revestimientos

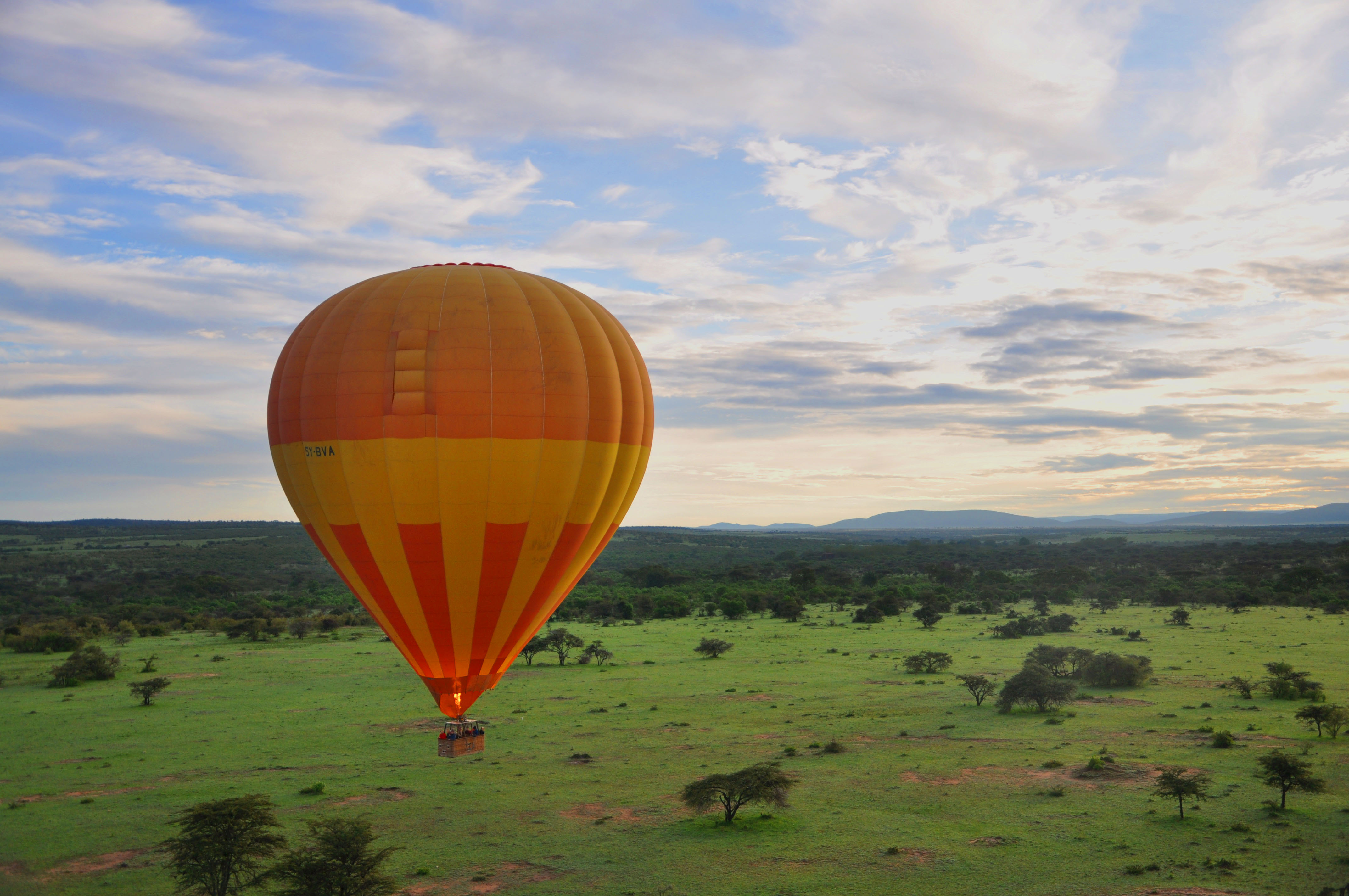
Safari en globo de aire caliente en Maasai Mara

El tejido (o al menos parte de él, el 1/3 superior, por ejemplo) puede estar recubierto de un sellador, como silicona o poliuretano, para hacerlo impermeable al aire. A menudo es la degradación de este recubrimiento y la correspondiente pérdida de impermeabilidad lo que acaba con la vida útil efectiva de una envoltura, no el debilitamiento del tejido en sí. El calor, la humedad y el desgaste mecánico durante el montaje y el embalaje son las principales causas de degradación. Una vez que la envoltura se vuelve demasiado porosa para volar, puede retirarse y desecharse, o tal vez utilizarse como "bolsa de trapos": se infla en frío y se abre para que los niños corran por ella. Cada vez se comercializan más productos para recubrir el tejido.

#### Tamaños y capacidad
Existe una amplia gama de tamaños de envoltura. Los globos más pequeños, para una sola persona y sin cesta (llamados "Hoppers" o "Cloudhoppers") tienen un volumen de envoltura de tan solo 600 m³ (21.000 pies cúbicos); para una esfera perfecta, el radio sería de unos 5 m (16 pies). En el otro extremo de la escala, los globos utilizados en operaciones turísticas comerciales pueden transportar a más de dos docenas de personas, con volúmenes de envoltura de hasta 17.000 m³ (600.000 pies cúbicos). El tamaño más utilizado es de unos 2.800 m³ (99.000 pies cúbicos), lo que permite transportar de 3 a 5 personas.

#### Respiraderos

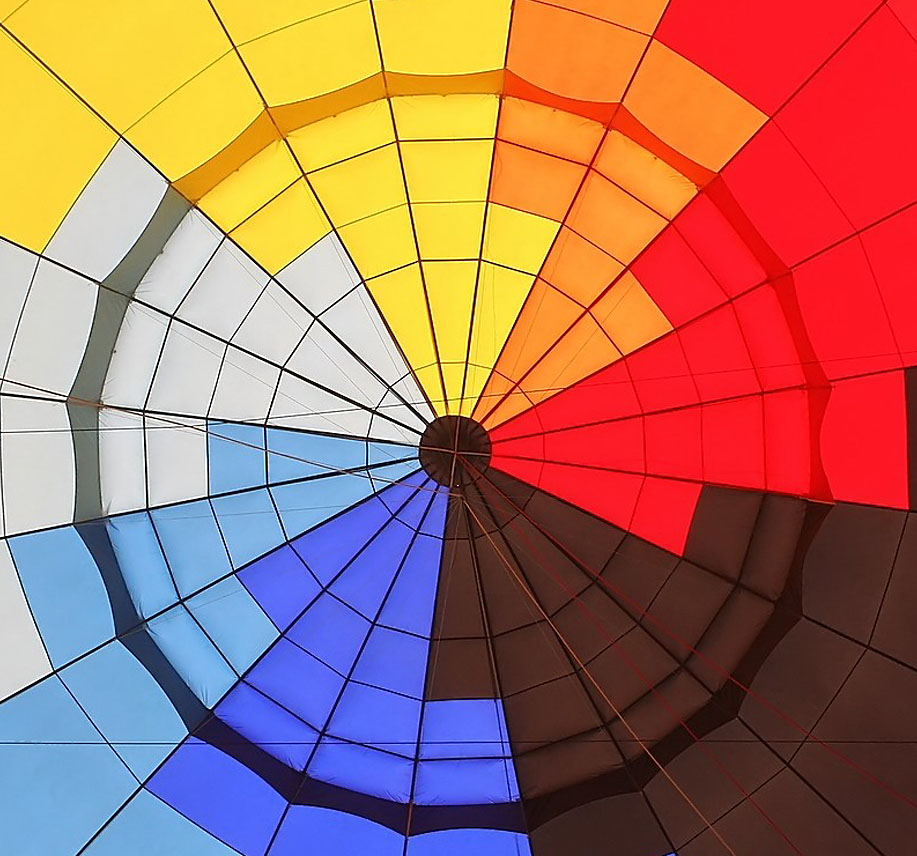
El respiradero del paracaídas en la parte superior de la envoltura, visto desde abajo a través de la boca.

La parte superior del globo suele tener algún tipo de orificio de ventilación que permite al piloto liberar aire caliente para ralentizar el ascenso, iniciar el descenso o aumentar la velocidad de descenso, normalmente para aterrizar. Algunos globos de aire caliente tienen respiraderos giratorios, que son respiraderos laterales que, cuando se abren, hacen que el globo gire. Estos respiraderos son especialmente útiles en globos con cestas rectangulares, para facilitar la alineación del lado más ancho de la cesta para el aterrizaje.
El tipo más común de ventilación superior es una solapa de tela en forma de disco llamada ventilación de paracaídas, inventada por Tracy Barnes. La tela está conectada alrededor de su borde a un conjunto de "líneas de ventilación" que convergen en el centro. (La disposición de la tela y las líneas se asemeja aproximadamente a un paracaídas, de ahí el nombre). Estas "líneas de ventilación" están a su vez conectadas a una línea de control que va hasta la cesta. La ventilación de un paracaídas se abre tirando de la línea de control. Una vez que se suelta la línea de control, la presión del aire caliente restante empuja la tela de ventilación de nuevo a su lugar. El respiradero de un paracaídas puede abrirse brevemente durante el vuelo para iniciar un descenso rápido. (Los descensos más lentos se inician dejando que el aire del globo se enfríe de forma natural). El respiradero se abre completamente para colapsar el globo tras el aterrizaje.
Un estilo más antiguo, y actualmente menos utilizado, de respiradero superior se denomina respiradero "tipo velcro". También se trata de un disco de tela en la parte superior del globo. Sin embargo, en lugar de tener un conjunto de "líneas de ventilación" que pueden abrir y cerrar repetidamente la ventilación, la ventilación está asegurada por cierres de "gancho y bucle" (como Velcro) y sólo se abre al final del vuelo. Los globos equipados con un respiradero de tipo Velcro suelen tener un segundo "respiradero de maniobra" integrado en el lateral (en lugar de en la parte superior) del globo. Otro tipo común de diseño de la parte superior es la "ventilación inteligente", que, en lugar de hacer descender un disco de tela dentro de la envoltura como en el tipo "paracaídas", recoge la tela en el centro de la abertura. En teoría, este sistema puede utilizarse para maniobrar en vuelo, pero lo más habitual es utilizarlo como dispositivo de desinflado rápido tras el aterrizaje, especialmente útil con vientos fuertes. Otros diseños, como los sistemas "pop top" y "MultiVent", también han intentado dar respuesta a la necesidad de desinflado rápido en el aterrizaje, pero el paracaídas top sigue siendo popular como sistema de maniobra y desinflado polivalente.

#### Forma
Además de las formas especiales, posiblemente con fines de marketing, existen varias variaciones de la forma tradicional de "lágrima invertida". La más sencilla, utilizada a menudo por los constructores de viviendas, es una semiesfera sobre un cono truncado. Los diseños más sofisticados intentan minimizar la tensión circunferencial sobre el tejido, con diferentes grados de éxito dependiendo de si tienen en cuenta el peso del tejido y la variación de la densidad del aire. Esta forma puede denominarse "natural". Por último, algunos globos especializados se diseñan para minimizar la resistencia aerodinámica (en la dirección vertical) con el fin de mejorar el rendimiento del vuelo en las competiciones.

### Cesta

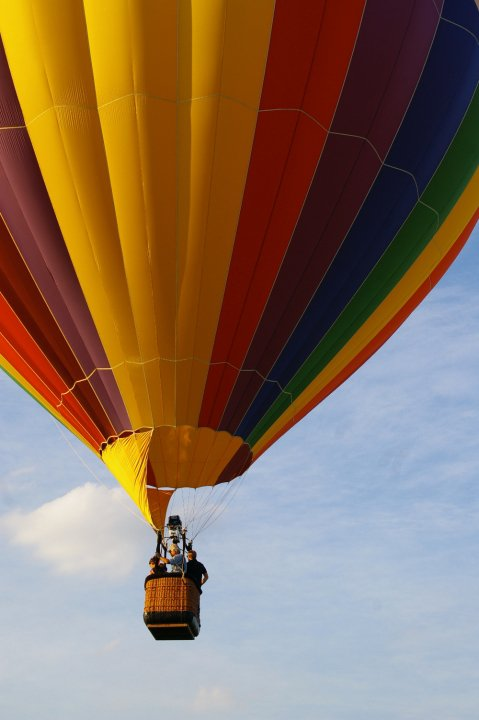
Canasta de globo de aire caliente en vuelo

Las cestas para globos de aire caliente suelen ser de mimbre o ratán tejidos. Estos materiales han demostrado ser suficientemente ligeros, resistentes y duraderos para el vuelo en globo. Suelen tener forma rectangular o triangular. Su tamaño varía entre dos personas y treinta. Las cestas más grandes suelen tener divisiones internas para reforzar la estructura y compartimentar a los pasajeros. En los laterales de la cesta pueden haber pequeños agujeros que sirven de apoyo para los pies de los pasajeros que suben o bajan.

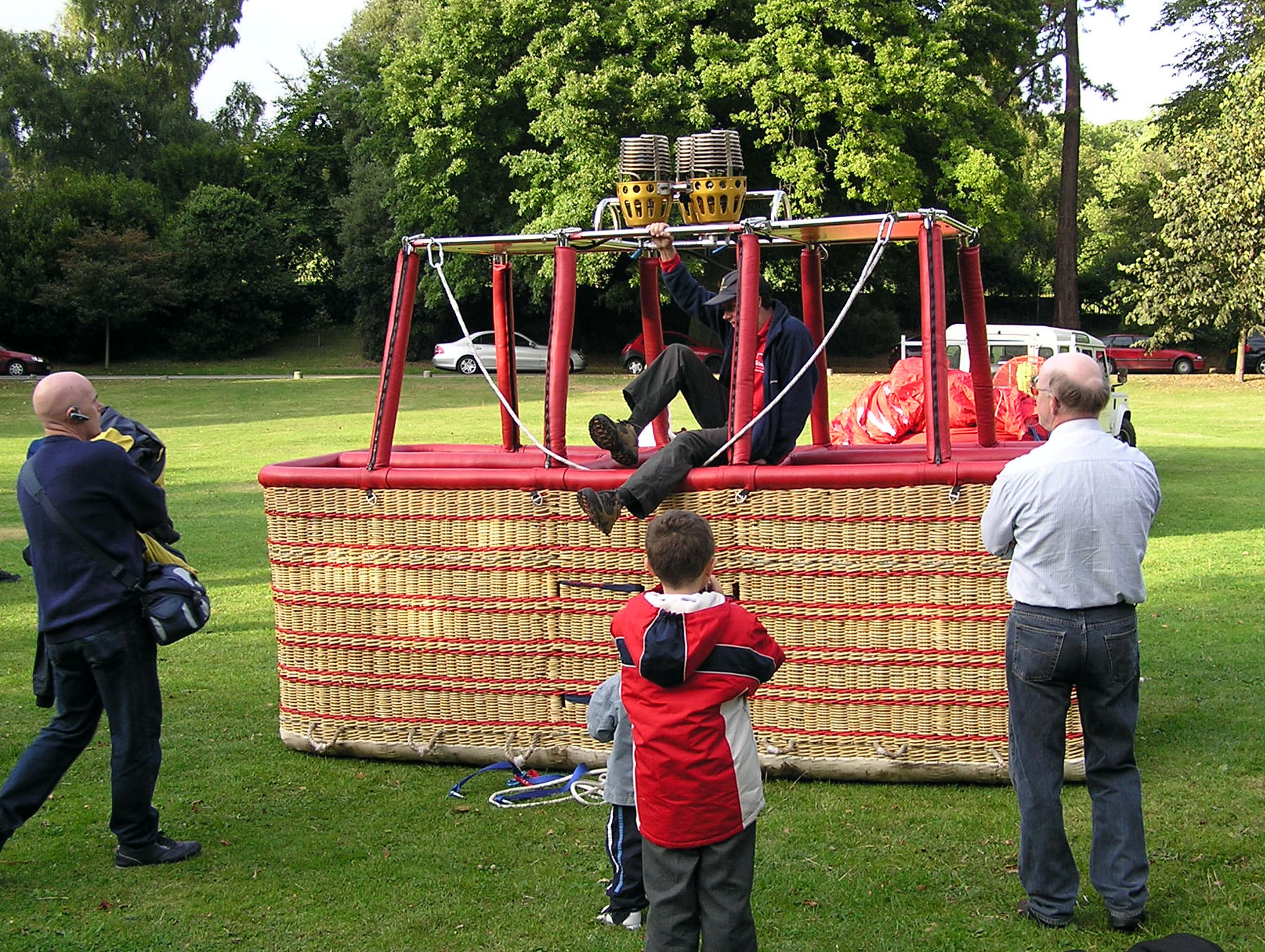
Una cesta de mimbre con capacidad para 16 pasajeros

Las cestas también pueden ser de aluminio, especialmente un armazón de aluminio plegable con una piel de tela, para reducir el peso o aumentar la portabilidad. Pueden ser utilizadas por pilotos sin tripulación de tierra o que intentan establecer récords de altitud, duración o distancia. Otras cestas especiales son las góndolas totalmente cerradas que se utilizan en los intentos de dar la vuelta al mundo y las cestas que consisten en poco más que un asiento para el piloto y quizás un pasajero.

### Quemador

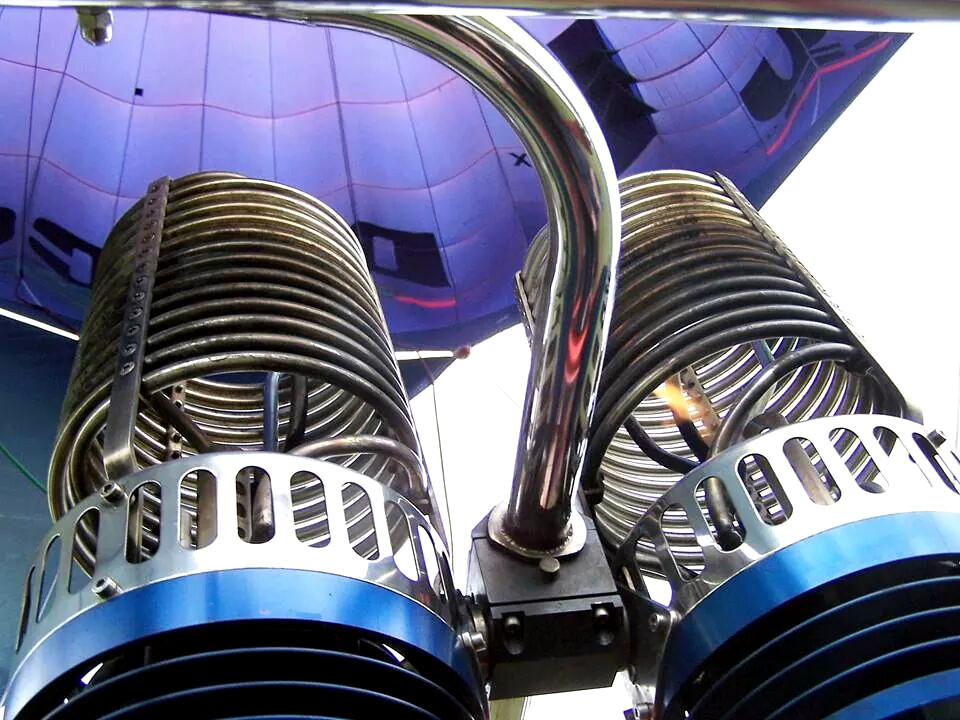
Quemador

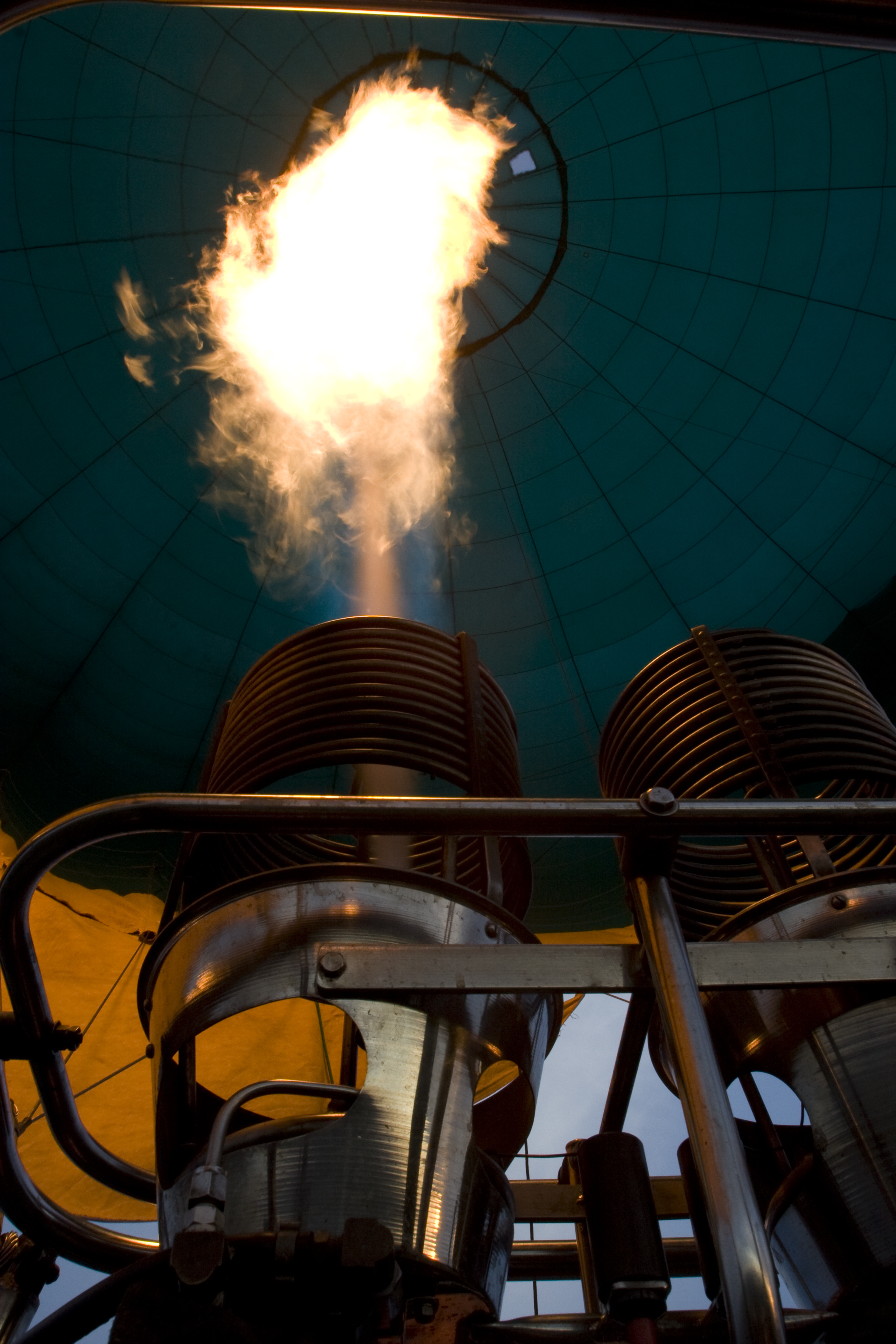
Un quemador que dirige una llama hacia el sobre

La unidad del quemador gasifica propano líquido, lo mezcla con aire, enciende la mezcla y dirige la llama y el escape hacia la boca de la envolvente. Los quemadores varían en potencia de salida; cada uno producirá generalmente de 2 a 3 MW de calor (de 7 a 10 millones de BTU por hora), con configuraciones de quemadores dobles, triples o cuádruples instalados donde se necesite más potencia. El piloto acciona un quemador abriendo una válvula de propano, conocida como válvula de chorro. La válvula puede ser de resorte, de modo que se cierra automáticamente, o puede permanecer abierta hasta que el piloto la cierre. El quemador tiene un piloto para encender la mezcla de propano y aire. El piloto puede encender la llama piloto con un dispositivo externo, como un percutor de pedernal o un encendedor, o con una chispa piezoeléctrica incorporada.
Cuando hay más de un quemador, el piloto puede utilizar uno o más a la vez, dependiendo de la potencia calorífica deseada. Cada quemador tiene una bobina metálica de tubo de propano a través de la cual se dispara la llama para precalentar el propano líquido entrante. La unidad del quemador puede estar suspendida de la boca del sobre o apoyada rígidamente sobre la cesta. La unidad del quemador puede montarse sobre un cardán para permitir al piloto dirigir la llama y evitar el sobrecalentamiento del tejido de la envoltura. Un quemador puede tener una válvula de propano secundaria que libera el propano más lentamente y, por lo tanto, genera un sonido diferente. Esto se denomina quemador susurrante y se utiliza para sobrevolar el ganado a fin de reducir la posibilidad de asustarlo. También genera una llama más amarilla y se utiliza para los resplandores nocturnos porque ilumina el interior de la envoltura mejor que la válvula primaria.

### Depósitos de combustible

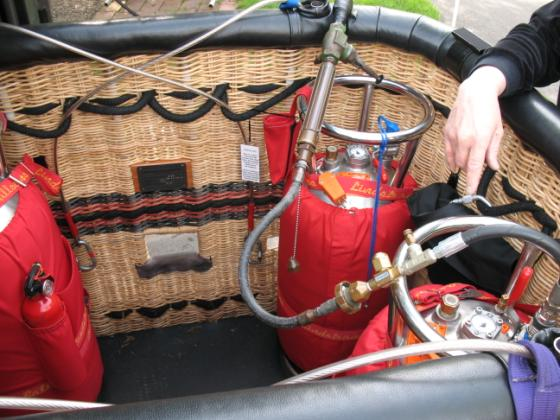
Depósitos de combustible de acero inoxidable, envueltos en cubiertas aislantes rojas, montados verticalmente y con indicadores de combustible, durante el repostaje.

Los depósitos de combustible propano suelen ser recipientes a presión cilíndricos hechos de aluminio, acero inoxidable o titanio con una válvula en un extremo para alimentar el quemador y repostar. Pueden tener un indicador de combustible y un manómetro. Los tamaños habituales de los depósitos son 38, 57 y 76 litros (10, 15 y 20 galones estadounidenses). Pueden estar destinados a un uso vertical u horizontal y pueden montarse dentro o fuera de la cesta.
La presión necesaria para forzar el combustible a través de la línea hasta el quemador puede ser suministrada por la presión de vapor del propio propano, si está lo suficientemente caliente, o por la introducción de un gas inerte como el nitrógeno. Los tanques pueden precalentarse con cintas de calor eléctrico para producir suficiente presión de vapor para volar en climas fríos. Los tanques calentados también suelen envolverse en una manta aislante para conservar el calor durante la configuración y el vuelo.

### Instrumentación
Un globo puede estar equipado con diversos instrumentos para ayudar al piloto. Entre ellos suelen figurar un altímetro, un indicador de la velocidad de ascenso (velocidad vertical) conocido como variómetro, la temperatura de la envoltura (del aire) y la temperatura ambiente (del aire). Un receptor GPS puede ser útil para indicar la velocidad en tierra (los indicadores tradicionales de velocidad del aire de los aviones serían inútiles) y la dirección.

### Masa combinada
La masa combinada de un sistema medio puede calcularse del siguiente modo:
| Componente                                    | Libras           | Kilogramos | Fracción de masa |
| --------------------------------------------- | ---------------- | ---------- | ---------------- |
| 2,800 m3 (100,000 cu ft) envelope             | 250              | 113.4      | 3,3%             |
| 5-passenger basket                            | 140              | 63.5       | 1,9%             |
| Double burner                                 | 50               | 22.7       | 0,7%             |
| 3 76 L (20 US gal) fuel tanks full of propane | 3 × 135 = 405    | 183.7      | 5,4%             |
| 5 passengers                                  | 5 × 150 = 750    | 340.2      | 10%              |
| Subtotal                                      | 1595             | 723.5      | 21,2%            |
| 2,800 m3 (100,000 cu ft) of heated air*       | 5922             | 2686.2     | 78,8%            |
| Total                                         | (3.76 tons) 7517 | 3409.7     | 100%             |

* Utilizando una densidad de 0,9486 kg/m³ (0,05922 lb/ft³) para aire seco calentado a 99 °C (210 °F).

## Teoría de funcionamiento

### Generar elevación

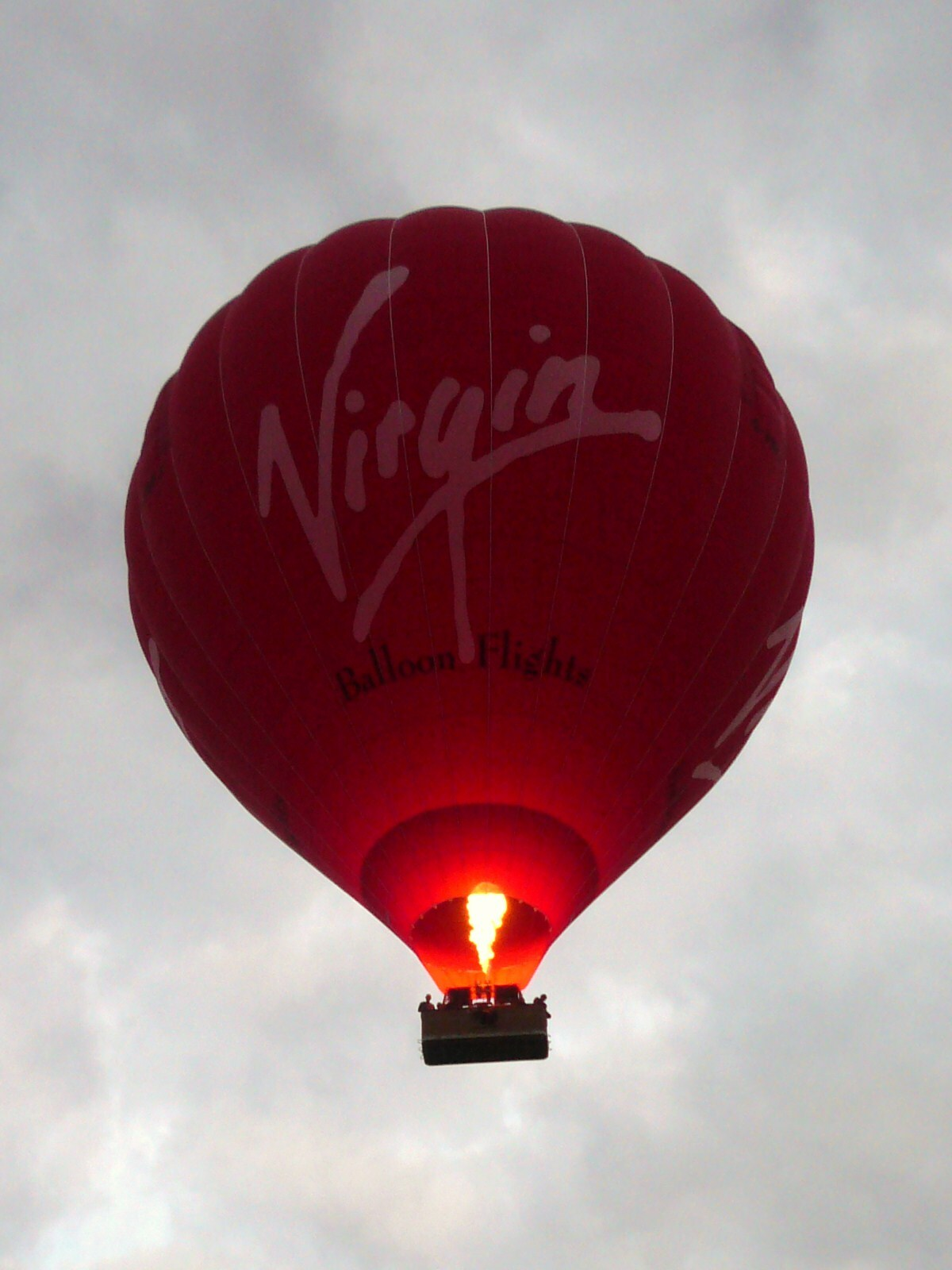
Un globo de aire caliente de Virgin sobrevolando Cambridge

El aumento de la temperatura del aire en el interior de la envoltura lo hace menos denso que el aire circundante (ambiente). El globo flota debido a la fuerza de flotación que se ejerce sobre él. Esta fuerza es la misma que actúa sobre los objetos cuando están en el agua y se describe mediante el principio de Arquímedes. La sustentación (o flotabilidad) de un globo de aire caliente depende principalmente de la diferencia entre la temperatura del aire en el interior de la envoltura y la temperatura del aire en el exterior. En la mayoría de las envolturas de tejido de nailon, la temperatura interna máxima está limitada a unos 120 °C.
El punto de fusión del nailon es significativamente superior a esta temperatura máxima de funcionamiento — unos 230 °C (450 °F) —, pero las temperaturas más elevadas hacen que la resistencia del tejido de nailon se degrade más rápidamente con el paso del tiempo. Con una temperatura máxima de funcionamiento de 120 °C (250 °F), las envolturas de los globos pueden volar generalmente entre 400 y 500 horas antes de que sea necesario sustituir el tejido. Muchos pilotos de globos utilizan sus envolturas a temperaturas significativamente inferiores a la máxima para prolongar la vida útil del tejido.
La sustentación generada por 2.800 m³ (100.000 pies cúbicos) de aire seco calentado a distintas temperaturas puede calcularse como sigue:
| Temperatura dl aire | Densidad del aire               | Masa del aire         | Elevación generada  |
| ------------------- | ------------------------------- | --------------------- | ------------------- |
| 20 °C (68 °F)       | 1.2041 kg/m3 (0.07517 lb/cu ft) | 3,409.7 kg (7,517 lb) | 0 lb, 0kg           |
| 99 °C (210 °F)      | 0.9486 kg/m3 (0.05922 lb/cu ft) | 2,686.2 kg (5,922 lb) | 723.5 kg (1,595 lb) |
| 120 °C (248 °F)     | 0.8978 kg/m3 (0.05605 lb/cu ft) | 2,542.4 kg (5,605 lb) | 867.3 kg (1,912 lb) |

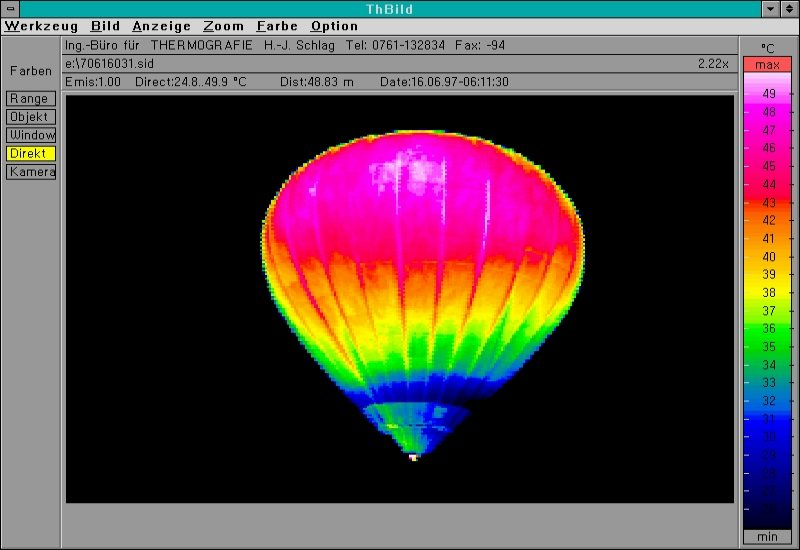
Imagen térmica que muestra la variación de temperatura en un globo de aire caliente

La densidad del aire a 20 °C (68 °F) es de aproximadamente 1,2 kg/m³ (0,075 lb/ft³). La sustentación total de un globo de 2.800 m³ calentado a 99 °C (210 °F) sería de 723,5 kg (1.595 lb). Esto es suficiente para generar flotabilidad neutra para la masa total del sistema (sin incluir el aire caliente atrapado en la envoltura, por supuesto) indicada en la sección anterior. El despegue requeriría una temperatura ligeramente superior, en función de la velocidad de ascenso deseada. En realidad, el aire contenido en la envoltura no está todo a la misma temperatura, como muestra la imagen térmica adjunta, por lo que estos cálculos se basan en promedios.

En condiciones atmosféricas típicas (20 °C o 68 °F), un globo de aire caliente calentado a 99 °C (210 °F) necesita unos 3,91 m³ de volumen envolvente para elevar 1 kilogramo (equivalentemente, 62,5 pies cúbicos/libra). La cantidad exacta de sustentación depende no sólo de la temperatura interna mencionada, sino también de la temperatura externa, la altitud sobre el nivel del mar y la humedad del aire circundante. En un día caluroso, un globo no puede elevarse tanto como en un día fresco, porque la temperatura necesaria para el lanzamiento superará el máximo sostenible para el tejido de la envoltura de nailon. Además, en la baja atmósfera, la sustentación proporcionada por un globo de aire caliente disminuye aproximadamente un 3% por cada 1.000 m (1% por cada 1.000 pies) de altitud ganada.

#### Montgolfier
Los globos de aire caliente estándar se conocen como "globos Montgolfier" y dependen únicamente de la flotabilidad del aire caliente proporcionado por el quemador y contenido por la envoltura. Este estilo de globo fue desarrollado por los hermanos Montgolfier y tuvo su primera demostración pública el 4 de junio de 1783 con un vuelo no tripulado que duró 10 minutos, seguido ese mismo año por vuelos tripulados.

#### Híbrido
El globo Rozière de 1785, un tipo de globo híbrido, llamado así por su creador, Jean-François Pilâtre de Rozier, tiene una célula separada para un gas más ligero que el aire (normalmente helio), así como un cono debajo para aire caliente (como se usa en un globo de aire caliente) para calentar el helio por la noche. El gas hidrógeno se utilizó en las primeras fases de desarrollo, pero se abandonó rápidamente debido al peligro de introducir una llama abierta cerca del gas. En la actualidad, todos los globos Roziere modernos utilizan helio como gas de sustentación.

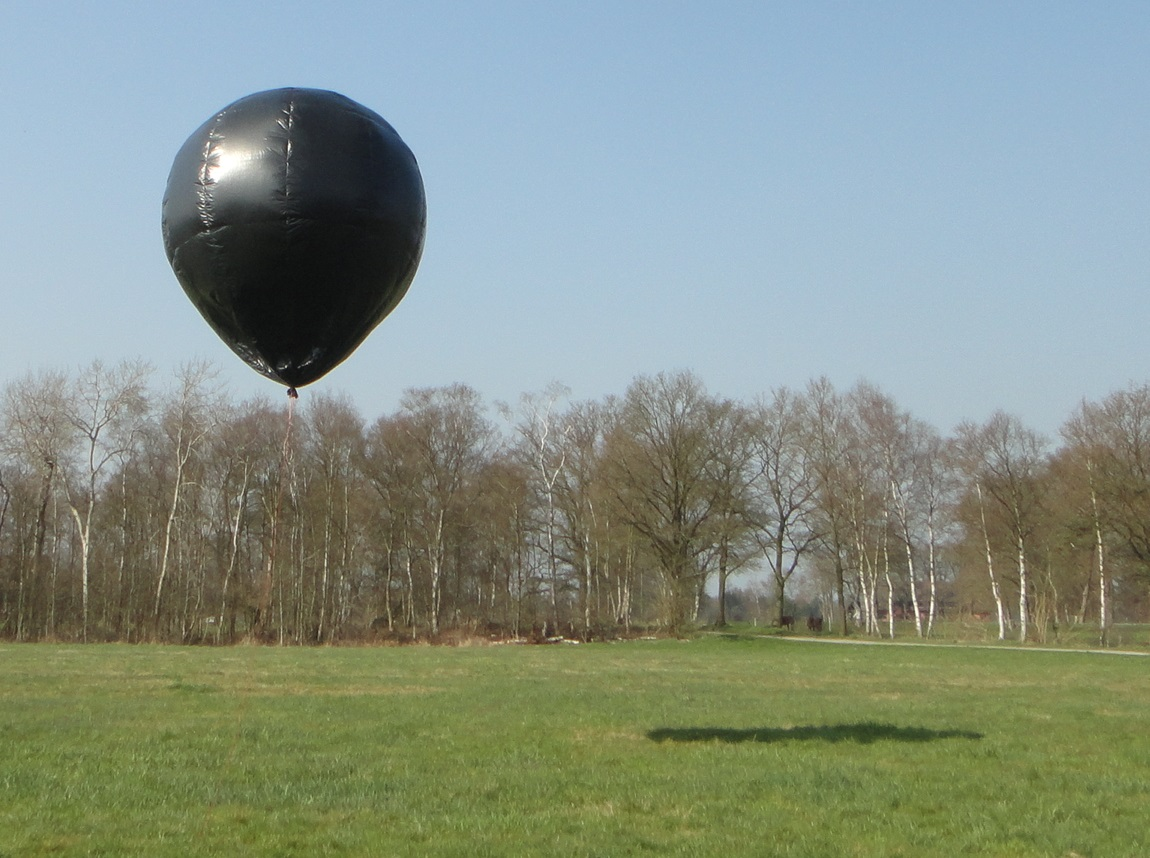
Un globo solar de cuatro metros de altura flotando sobre un prado

#### Solar
Los globos solares son globos de aire caliente que sólo utilizan la energía solar captada por una envoltura oscura para calentar el aire de su interior.

### Dirección
El globo de aire caliente puede dirigirse hasta cierto punto cambiando la altitud del vuelo. El viento en el hemisferio norte tiende a girar hacia el este debido al efecto coriolis a medida que aumenta la altitud.

## Equipamiento de seguridad
Para garantizar la seguridad del piloto y los pasajeros, un globo de aire caliente puede llevar varios equipos de seguridad.

### En la cesta
Para volver a encender el quemador si se apaga la luz piloto y falla el encendido piezoeléctrico opcional, el piloto debe tener fácil acceso a un medio de encendido de reserva, como un encendedor de chispa de pedernal. Muchos sistemas, especialmente los que transportan pasajeros, tienen sistemas de combustible y quemadores completamente duplicados: dos depósitos de combustible, conectados a dos mangueras separadas, que alimentan dos quemadores distintos. Esto permite un aterrizaje seguro en caso de bloqueo en algún punto de un sistema o si un sistema debe ser desactivado debido a una fuga de combustible.
Es útil disponer de un extintor adecuado para apagar fuegos de propano. La mayoría de los globos llevan un extintor tipo AB:E de 1 o 2 kg.
En muchos países es obligatorio llevar una cuerda de seguridad. Se trata de una cuerda o cincha de 20-30 metros de longitud atada a la cesta del globo con una conexión de liberación rápida en un extremo. Con vientos muy tranquilos, el piloto puede lanzar la cuerda desde el globo para que el personal de tierra pueda guiar el globo con seguridad lejos de obstáculos en el suelo.
Para los globos comerciales de pasajeros, en algunos países es obligatorio un arnés de sujeción para el piloto. Consiste en un cinturón de cadera y una línea de correas que, juntos, permiten cierto movimiento al tiempo que evitan que el piloto salga despedido de la cesta durante un aterrizaje forzoso.
Otros equipos de seguridad pueden incluir un botiquín de primeros auxilios, una manta ignífuga y un cuchillo de rescate resistente.

### Sobre los ocupantes
Como mínimo, el piloto debe llevar guantes de cuero o de fibra ignífuga (como el nomex), para poder cerrar una válvula de gas en caso de fuga, incluso si hay una llama presente; una acción rápida en este sentido puede convertir una catástrofe potencial en un mero inconveniente. Además, el piloto debe llevar ropa ignífuga que le cubra los brazos y las piernas; para ello se aceptan fibras naturales, como el algodón, el lino, el cáñamo o la lana, o fibras artificiales ignífugas, como el nomex. La mayoría de las fibras artificiales (a excepción del rayón, que también se puede llevar) son termoplásticas; muchas también son hidrocarburos. Esto hace que estos tejidos sean muy inadecuados para llevarlos cerca de altas temperaturas, ya que los termoplásticos no ignífugos se derriten sobre el usuario, y la mayoría de los hidrocarburos, fibrosos o no, son aptos para su uso como combustibles. La fibra natural se chamusca en lugar de fundirse o arder con facilidad, y la fibra ignífuga suele tener un punto de fusión muy alto y es intrínsecamente no inflamable. Muchos pilotos también aconsejan a sus pasajeros que lleven ropa protectora similar que les cubra los brazos y las piernas, así como calzado resistente o botas que ofrezcan un buen soporte para los tobillos. Por último, algunos sistemas de globos, especialmente los que cuelgan el quemador de la envoltura en lugar de sostenerlo rígidamente de la cesta, requieren el uso de cascos por parte del piloto y los pasajeros.

### Sobre el personal de tierra
El personal de tierra debe llevar guantes siempre que exista la posibilidad de manipular cuerdas o cabos. La masa y la superficie expuesta al movimiento del aire de un globo de tamaño medio son suficientes para provocar quemaduras por fricción de cuerdas en las manos de cualquiera que intente detener o impedir el movimiento. El personal de tierra también debe llevar calzado resistente y, al menos, pantalones largos en caso de que sea necesario acceder a un aterrizaje o a un globo aterrizado en terreno accidentado o cubierto de maleza.

## Mantenimiento y reparación

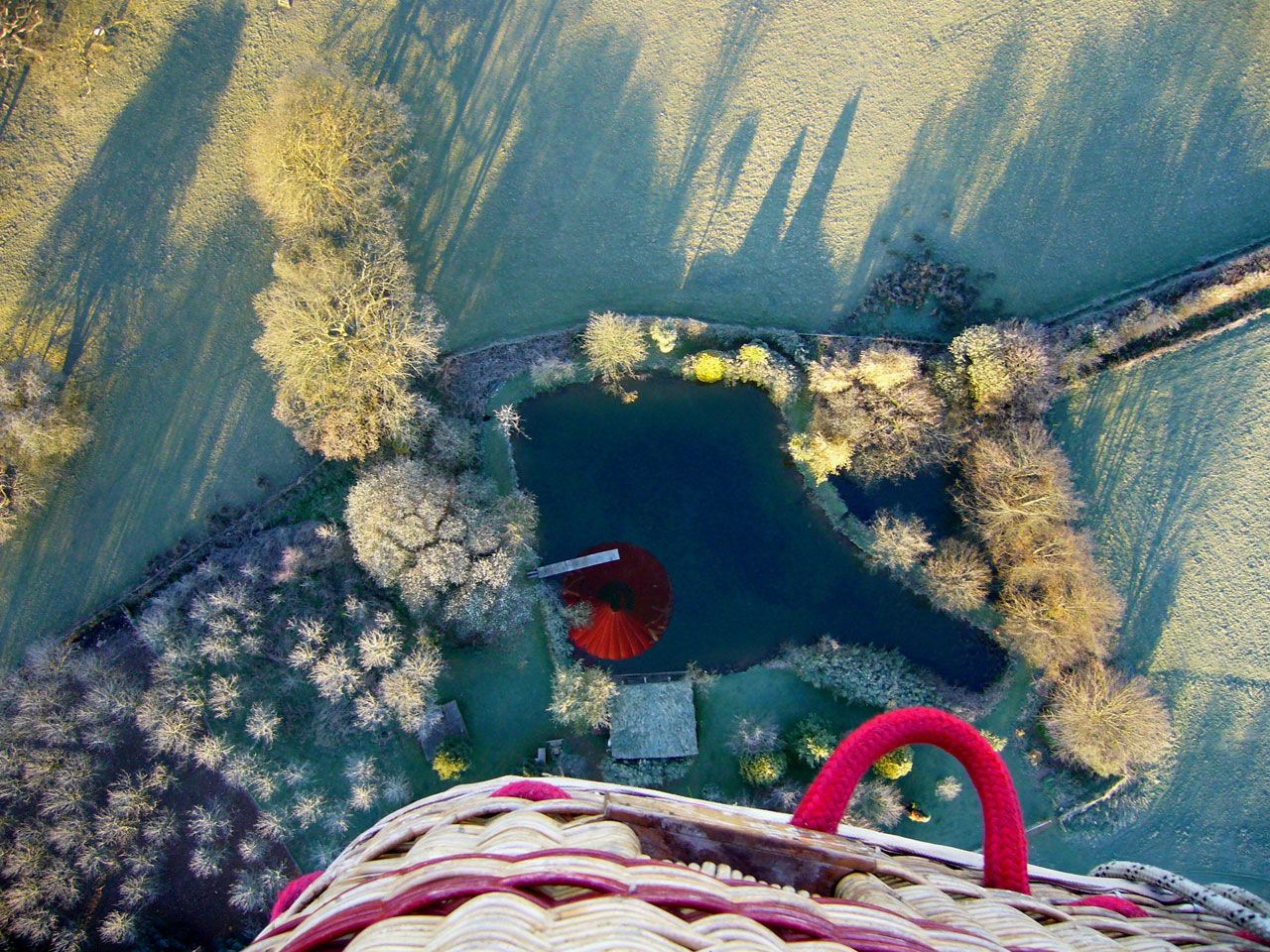
Tomado desde la cesta, el reflejo del globo puede verse en el lago de abajo. Los obstáculos del paisaje pueden dificultar la recogida del globo en el momento del aterrizaje.

Al igual que las aeronaves, los globos de aire caliente requieren un mantenimiento regular para mantener su aeronavegabilidad. Al tratarse de aeronaves fabricadas en tela y que carecen de control horizontal directo, los globos de aire caliente pueden requerir ocasionalmente reparaciones de rasgaduras o enganches. Mientras que algunas operaciones, como la limpieza y el secado, pueden ser realizadas por el propietario o el piloto, otras, como la costura, deben ser realizadas por un técnico de reparaciones cualificado y anotadas en el libro de mantenimiento del globo.

### Mantenimiento

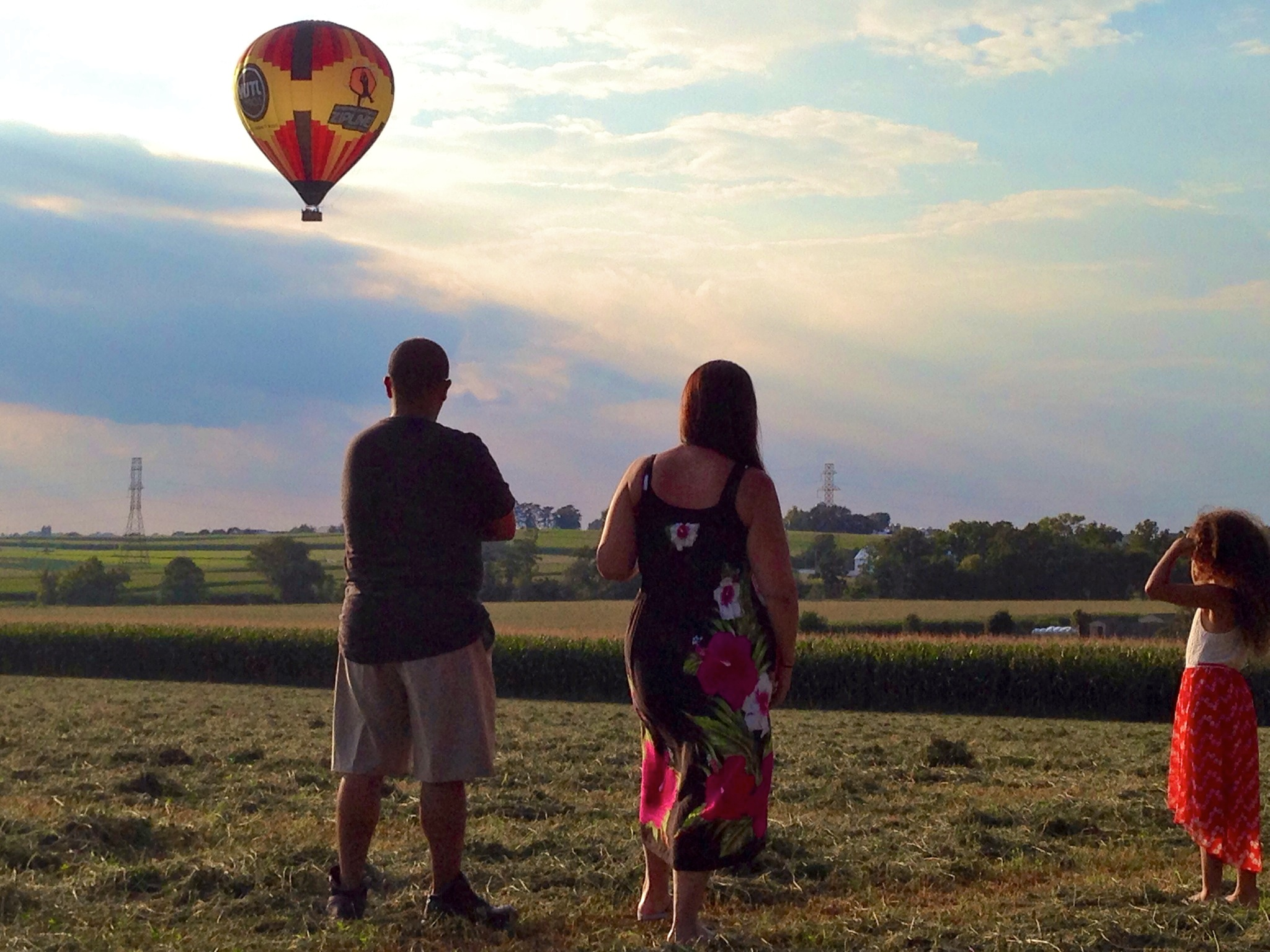
Un globo de aire caliente comercial se aproxima a su lugar de aterrizaje en Bird-in-Hand, Pensilvania

Para garantizar una larga vida útil y un funcionamiento seguro, la envoltura debe mantenerse limpia y seca. Esto evita la formación de moho en el tejido y la abrasión durante el embalaje, el transporte y el desembalaje debido al contacto con partículas extrañas. En caso de aterrizaje en un lugar húmedo (debido a precipitaciones o rocío a primera o última hora de la mañana) o embarrado (campo de un agricultor), la envoltura debe limpiarse y tenderse o colgarse para que se seque.
El quemador y el sistema de combustible también deben mantenerse limpios para garantizar un funcionamiento seguro a demanda. Las mangueras de combustible dañadas deben sustituirse. Las válvulas atascadas o con fugas deben repararse o sustituirse. La cesta de mimbre puede requerir un reacabado o reparación ocasional. Los patines de su parte inferior pueden requerir una sustitución ocasional.
En la mayor parte del mundo, los globos se mantienen de acuerdo con un programa de mantenimiento fijo del fabricante que incluye inspecciones periódicas (100 horas de vuelo o 12 meses), además de trabajos de mantenimiento para corregir cualquier daño. En Australia, los globos utilizados para el transporte comercial de pasajeros deben ser inspeccionados y mantenidos por talleres autorizados.

### Reparación
En caso de enganchones, quemaduras o rasgaduras en el tejido del sobre, puede aplicarse un parche o sustituirse por completo el panel afectado. Los parches pueden fijarse con pegamento, cinta adhesiva, costuras o una combinación de estas técnicas. Para sustituir un panel entero, hay que quitar las costuras alrededor del panel antiguo y coser un panel nuevo con la técnica, el hilo y el patrón de puntada adecuados.

## Concesión de licencias
Según el tamaño del globo, su ubicación y el uso previsto, los globos de aire caliente y sus pilotos deben cumplir una serie de normas.

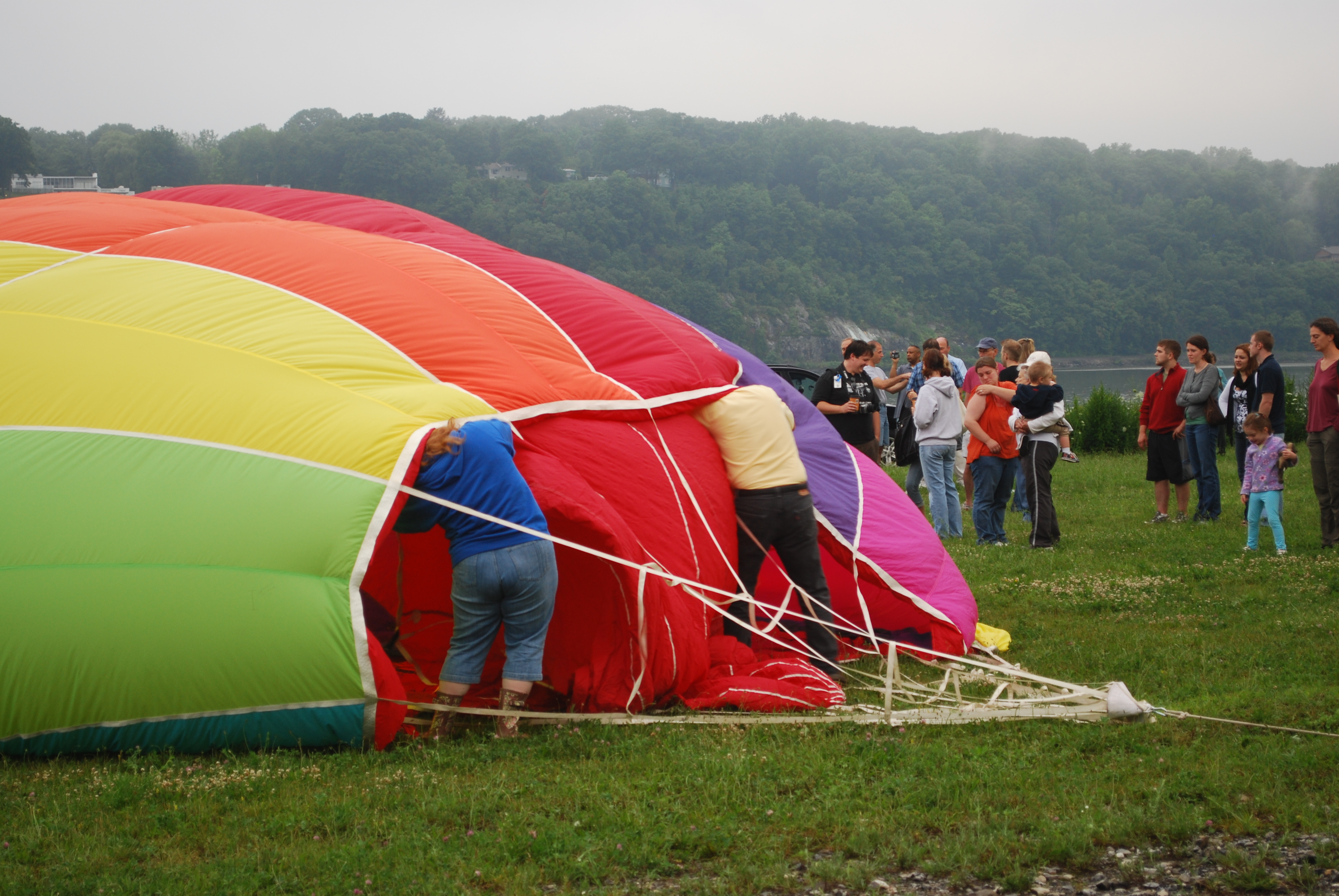
Parte superior del globo durante el inflado. La tripulación asegura el respiradero del paracaídas.

### Globos
Como ocurre con otras aeronaves en EE. UU., los globos deben estar registrados (tener un número N), disponer de un certificado de aeronavegabilidad y pasar inspecciones anuales. Los globos por debajo de cierto tamaño (peso en vacío inferior a 155 libras o 70 kg, incluida la envoltura, la cesta, los quemadores y los depósitos de combustible vacíos) pueden utilizarse como aviones ultraligeros.

### Pilotos

#### En Australia
En Australia, los pilotos privados de globos están gestionados por la Federación Australiana de Globos y suelen ser miembros de clubes regionales de globos de aire caliente. Las operaciones comerciales que transportan pasajeros de pago o cobran por vuelos promocionales deben operar con un Certificado de Operador Aéreo de la Autoridad Australiana de Aviación Civil y Seguridad ("Australian Civil Aviation and Safety Authority", CASA) con un Jefe de Pilotos designado. Los pilotos deben tener diferentes grados de experiencia antes de que se les permita progresar a globos más grandes. Los globos de aire caliente deben estar registrados en CASA y están sujetos a controles periódicos de aeronavegabilidad por parte de personal autorizado.

#### En el Reino Unido
En el Reino Unido, la persona al mando debe ser titular de una licencia válida de piloto privado expedida por la Autoridad de Aviación Civil específicamente para volar en globo; es lo que se conoce como PPL(B). Existen dos tipos de licencias comerciales para volar en globo: CPL(B) Restringida y CPL(B) (Completa). La CPL(B) restringida es necesaria si el piloto realiza un trabajo para un patrocinador o recibe una remuneración de un agente externo por operar un globo. El piloto puede volar un globo patrocinado con todo pagado con una PPL a menos que se le pida que asista a algún evento. Entonces se requiere una CPL(B) Restringida. La CPL(B) es necesaria si el piloto vuela pasajeros por dinero. El globo necesita entonces una categoría de transporte C de A (certificado de aeronavegabilidad). Si el piloto sólo vuela con invitados del patrocinador y no cobra dinero por volar con otros pasajeros, entonces el piloto está exento de poseer un AOC ("Air Operator's Certificate", Certificado de Operador Aéreo) aunque se requiere una copia del mismo. Para volar con pasajeros, el globo también requiere un registro de mantenimiento.

#### En Estados Unidos
En Estados Unidos, el piloto de un globo de aire caliente debe tener un certificado de piloto de la Administración Federal de Aviación ("Federal Aviation Administration", FAA) que lleve la calificación de "Globo libre más ligero que el aire" y, a menos que el piloto también esté cualificado para volar globos de gas, también llevará esta limitación: "Limitado a globos de aire caliente con calentador de aire". Un piloto no necesita licencia para volar un ultraligero, pero la formación es muy aconsejable, y algunos globos de aire caliente cumplen los criterios.
Para transportar pasajeros de pago (y asistir a algunos festivales de globos), el piloto debe tener un certificado de piloto comercial. Los pilotos comerciales de globos de aire caliente también pueden actuar como instructores de vuelo en globo. Aunque la mayoría de los pilotos de globos vuelan por el puro placer de flotar en el aire, muchos pueden ganarse la vida como pilotos profesionales de globos. Algunos pilotos profesionales realizan vuelos turísticos comerciales con pasajeros, mientras que otros pilotan globos publicitarios corporativos.

## Accidentes e incidentes
- Accidente de globo de aire caliente en Alice Springs de 1989: El 13 de agosto de 1989, dos globos de aire caliente chocaron en Alice Springs, Territorio del Norte, Australia, provocando la caída de uno de ellos y la muerte de las 13 personas que iban a bordo.
- Accidente de globo de aire caliente en Somerset en 2011: El 1 de enero de 2011, un globo de aire caliente que intentaba realizar un vuelo de gran altitud se estrelló en el Pratten's Bowls Club de Westfield, Somerset, cerca de Bath (Inglaterra), muriendo las dos personas que iban a bordo.
- Accidente de globo de aire caliente en Carterton en 2012: El 7 de enero de 2012, un globo de aire caliente colisionó con un tendido eléctrico, se incendió y se estrelló en Carterton, Isla Norte, Nueva Zelanda, matando a las 11 personas que iban a bordo.
- Accidente de globo de aire caliente en las marismas de Liubliana en 2012: El 23 de agosto de 2012, una tormenta hizo volar por los aires un globo de aire caliente que se incendió al impactar cerca de Liubliana (Eslovenia). En el accidente murieron 6 de las 32 personas que iban a bordo y 26 resultaron heridas.
- Accidente de globo de aire caliente en Luxor en 2013: El 26 de febrero de 2013, un globo de aire caliente que transportaba turistas extranjeros se incendió y se estrelló cerca de la antigua ciudad de Luxor (Egipto), matando a 19 de las 21 personas que iban a bordo, lo que lo convirtió en el accidente de globo más mortífero de la historia.[59]
- Accidente de globo de aire caliente en Lockhart en 2016: El 30 de julio de 2016, un globo de aire caliente en el que viajaban 16 personas se incendió y se estrelló cerca de Lockhart (Texas). No hubo supervivientes.
- Accidente de globo de aire caliente en Albuquerque de 2021: El 26 de junio de 2021, un globo de aire caliente en el que viajaban cinco personas entró en contacto con un cable de alta tensión y se estrelló en Albuquerque (Nuevo México). Las cinco personas que iban a bordo murieron a consecuencia del accidente.

## Fabricantes

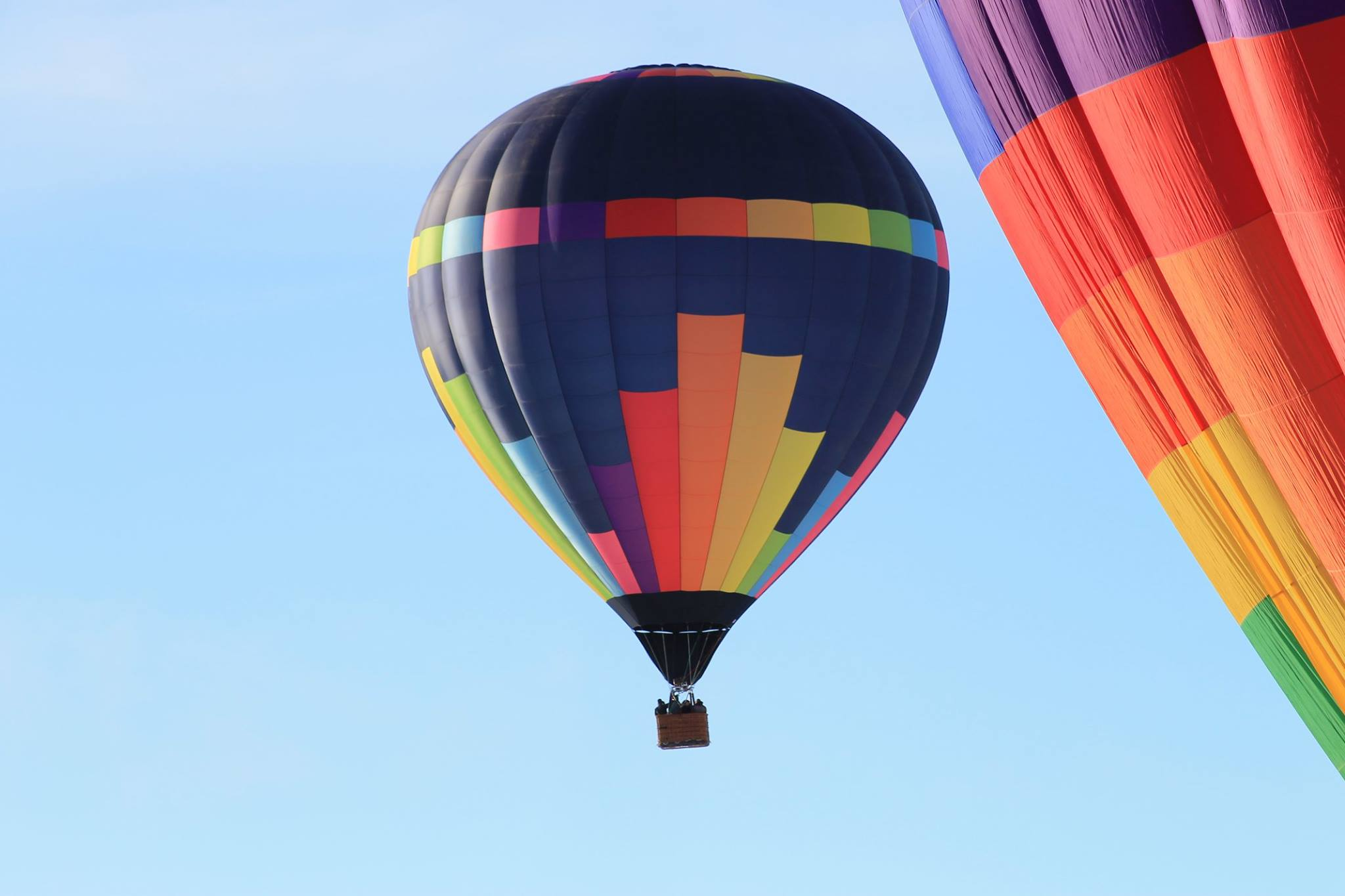
Nuevo globo de aire caliente Cameron 2017 en vuelo

El mayor fabricante de globos de aire caliente es Cameron Balloons, de Bristol (Inglaterra), que también es propietaria de Lindstrand Balloons, de Oswestry (Inglaterra). Cameron Balloons, Lindstrand Balloons y otra empresa inglesa fabricante de globos Thunder and Colt (adquirida desde entonces por Cameron) han sido innovadores y desarrolladores de globos con formas especiales. Estos globos de aire caliente utilizan el mismo principio de sustentación que los globos convencionales con forma de lágrima invertida, pero a menudo las secciones de la forma especial de la envoltura del globo no contribuyen a la capacidad del globo para mantenerse en el aire.
El segundo mayor fabricante de globos de aire caliente es la empresa Ultramagic, con sede en España, que produce entre 80 y 120 globos al año. Ultramagic puede fabricar globos muy grandes, como el N-500, con capacidad para 27 personas en la cesta, y también ha producido muchos globos con formas especiales, así como inflables de aire frío.
Una de las tres mayores empresas del mundo es Kubicek Balloons. Desde su fábrica de Brno (Chequia), la empresa envía sus productos a todo el mundo. Produce de 100 a 115 globos al año. La empresa Kubicek también se centra en globos de formas especiales, con certificación de tipo FAA/EASA y que se entregan con un Certificado de Aeronavegabilidad Estándar.

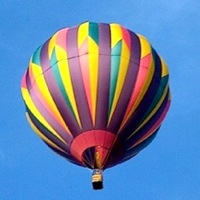
Uno de los últimos globos Aerostar International, Inc. RX8

En Estados Unidos, Aerostar International, Inc. de Sioux Falls (Dakota del Sur) era el mayor fabricante de globos de Norteamérica y el segundo a nivel mundial antes de dejar de fabricar globos en enero de 2007. El fabricante estadounidense certificado más antiguo es ahora Adams Balloons, de Albuquerque (Nuevo México). Firefly Balloons, antes The Balloon Works, fabrica globos de aire caliente en Statesville (Carolina del Norte). Otro fabricante es Head Balloons, Inc. de Helen, Georgia.
Los principales fabricantes en Canadá son Sundance Balloons y Fantasy Sky Promotions. Otros fabricantes son Kavanagh Balloons de Australia, Schroeder Fire Balloons de Alemania, Kubicek Balloons de la República Checa y LLopis Balloons de Francia.